# Oplita
L'oplita o oplite (al plurale opliti; in greco antico: ὁπλίτης?, hoplìtēs) era il cittadino-soldato delle città-Stato dell'antica Grecia, le poleis, armato di lancia e scudo.
Gli opliti combattevano schierati in falange per essere più efficaci in battaglia, nonostante fossero in numero relativamente esiguo: tale formazione scoraggiava i soldati dall'agire da soli, perché ciò avrebbe compromesso la sicurezza dell'unità e minimizzato i suoi punti di forza. Gli opliti erano rappresentati principalmente da cittadini liberi (contadini e artigiani abbienti) che potevano permettersi un'armatura (in lino o bronzo) e delle armi, cioè circa un terzo o la metà della popolazione maschile adulta e abile. Il termine compare anche nei racconti di Omero, ma si pensa che il suo utilizzo effettivo sia iniziato intorno al VII secolo a.C., quando, durante l'età del ferro, le armi divennero più economiche e i cittadini comuni furono in grado di procurarsele da soli. La maggior parte degli opliti non erano soldati professionisti e spesso non avevano ricevuto un addestramento militare adeguato. Alcune polis, come Atene, Sparta, Argo, Tebe e Siracusa, mantenevano pertanto una piccola unità professionale d'élite, nota come epilektoi o logades (lett. "eletti"), scelta tra i cittadini, come ad esempio l'agema del Re di Sparta o il cosiddetto "battaglione sacro" di Tebe. Costituivano la maggior parte degli eserciti dell'Antica Grecia.
Nell'VIII secolo a.C. o forse nel VII secolo a.C., gli eserciti greci adottarono la formazione a falange, che si dimostrò efficace nella sconfitta riportata dai Persiani contro gli Ateniesi nella battaglia di Maratona (490 a.C.), la quale chiuse vittoriosamente per gli Elleni la prima guerra greco-persiana (492–490 a.C.): gli arcieri e le truppe leggere impiegati dai Persiani a Maratona fallirono contro i Greci perché le loro armi erano troppo deboli per penetrare il muro di scudi dei falangiti. La falange fu poi impiegata dai Greci anche nella battaglia delle Termopili (480 a.C.) e nella battaglia di Platea (479 a.C.) durante la seconda guerra greco-persiana (480–479 a.C.)
L'evoluzione finale degli opliti e della loro "primitiva" falange fu la falange macedone, sviluppata da Filippo II di Macedonia (r. 360–336 a.C.) e poi eternata alla storia dalle imprese di suo figlio Alessandro Magno (r. 336–323 a.C.), che avrebbe dominato i campi di battaglia dell'antichità sino alla battaglia di Pidna (168 a.C.) contro le legioni di Roma.

## Etimologia
L'etimo di lingua italiana "oplite/oplita" deriva dal greco antico ὁπλίτης?, hoplítēs (pl. ὁπλῖται, hoplîtai), reso in latino come hoplites, a sua volta derivato da hoplon (in greco antico: ὅπλον?, hóplon; pl. ὅπλα, hópla), vocabolo per anni impropriamente utilizzato per indicare lo "scudo argivo" ma in realtà più correttamente da intendersi quale "arma"/"equipaggiamento", da cui deriverebbe la traduzione di "uomo in armi" o "uomo d'armi" per l'oplita.
Nelle attuali Forze armate della Repubblica Ellenica, lo Ellinikós Stratós, "oplite" (in greco oπλίτης?, oplítīs) è il soldato di fanteria.

## Storia

### Premessa: la Grecia dellepóleis

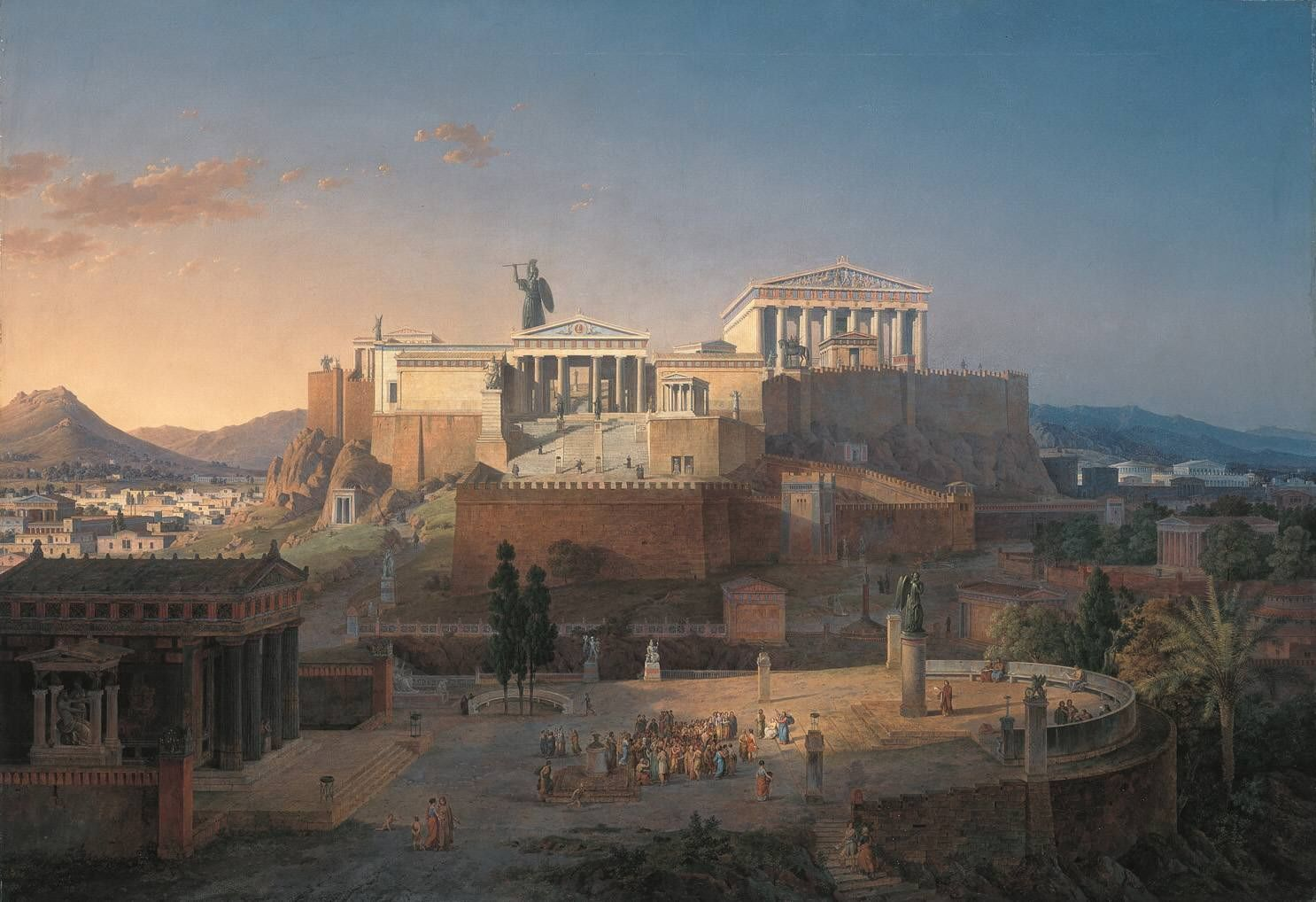
Acropoli di Atene - dipinto di Leo von Klenze, 1846 (Neue Pinakothek, Monaco di Baviera)

Basata sull'attiva e continua partecipazione degli abitanti liberi alla vita politica, la pólis (in greco antico: πόλις?, "città"; plurale πόλεις, póleis) era il modello di città-Stato tipico dell'antica Grecia. In contrapposizione alle altre città-Stato dell'antichità, la particolarità delle póleis non era tanto la forma di governo democratica (come ad Atene) o oligarchica (come a Sparta), quanto l'isonomia. Secondo questo principio, tutti i cittadini liberi risultavano sottoposti alle stesse norme di diritto, una concezione questa che identificava l'ordine naturale dell'universo con le leggi della città.
Apparsa intorno all'VIII secolo a.C., al termine del Medioevo ellenico (1100–800 a.C.), la lunga parentesi di caos socio-politico innescato dal crollo della civiltà micenea (in generale dal cosiddetto "collasso dell'Età del Bronzo") e dalla calata dei Dori, la pólis divenne il vero e proprio centro politico, economico e militare del mondo greco. Ogni pólis era organizzata autonomamente, secondo le proprie leggi e le proprie tradizioni. Intesa come comunità politica, questa nuova città si basava su: (i) stabilità delle comunità sul territorio, (ii) sviluppo dell'economia agricola, (iii) dispersione della proprietà terriera, (iv) crescita demografica e (v) miglioramento del livello di vita. Le póleis erano in origine piccole comunità autosufficienti, rette da governi autonomi: una sorta di piccoli Stati indipendenti l'uno dall'altro.
Il carattere autonomo delle póleis deriverebbe dalla conformazione geografica del territorio della Grecia, che impediva facili scambi tra le varie realtà urbane poiché prevalentemente montuoso. La penisola greca e le isole egee sono infatti territori perlopiù aridi, mentre la penisola è caratterizzata da alture brusche e si contraddistingue per l'assenza di bacini fluviali o pianure rilevanti. Ne derivava una cronica insufficienza alimentare e una difficoltà nelle comunicazioni interne, circostanza la quale ostacolava tangibilmente ogni intento di unificazione politica. Di qui la tensione dei Greci verso il mare: tutte le póleis, con le notevoli eccezioni di Tebe e Sparta, furono città portuali, com'è il caso di Atene (con il celeberrimo porto del Pireo) e Corinto sulla penisola, di Mileto ed Efeso in Asia minore, o delle isole di Samo e Chio (poco distanti dalle coste anatoliche). L'ovvio risultato di questi fattori fu l'avvio, già in epoca contemporanea all'affermazione della pólis, della colonizzazione greca del Mar Mediterraneo che, riprendendo le relazioni commerciali già presenti al tempo della koinè del bronzo, esportò fuori dalla madrepatria la cultura greca, il modello della pólis e la figura dell'oplita.

### Origini: la "Rivoluzione oplitica"
Il momento esatto in cui la "Rivoluzione oplitica", com'ebbe a definirla l'archeologo Anthony Snodgrass, modificò in via definitiva la guerra eroica/omerica è a oggi incerto. La teoria prevalente la colloca però tra l'VIII o il VII secolo a.C., quando «l'età eroica [id est il Medioevo ellenico] fu abbandonata e fu introdotto un sistema [militare] molto più disciplinato», mentre, da un punto di vista tecnologico, lo scudo argivo, molto più maneggevole del vecchio scudo miceneo, diveniva popolare. Stante l'evoluzione tecnologica e strutturale, lo storico Peter Krentz sostiene che «l'ideologia della guerra oplitica come competizione ritualizzata non si sviluppò nel VII secolo [a.C.], ma solo dopo il 480 [a.C.], quando le armi non oplitiche iniziarono a essere escluse dalla falange.» L'antropologo Anagnostis Agelarakis, basandosi sulle recenti scoperte archeo-antropologiche del più antico polyandrion monumentale (una sepoltura comunitaria di guerrieri maschi) nell'isola di Paro, ha suffragato l'esistenza della falange oplitica all'ultimo quarto dell'VIII secolo a.C.

#### Teorie sull'evoluzione della falange

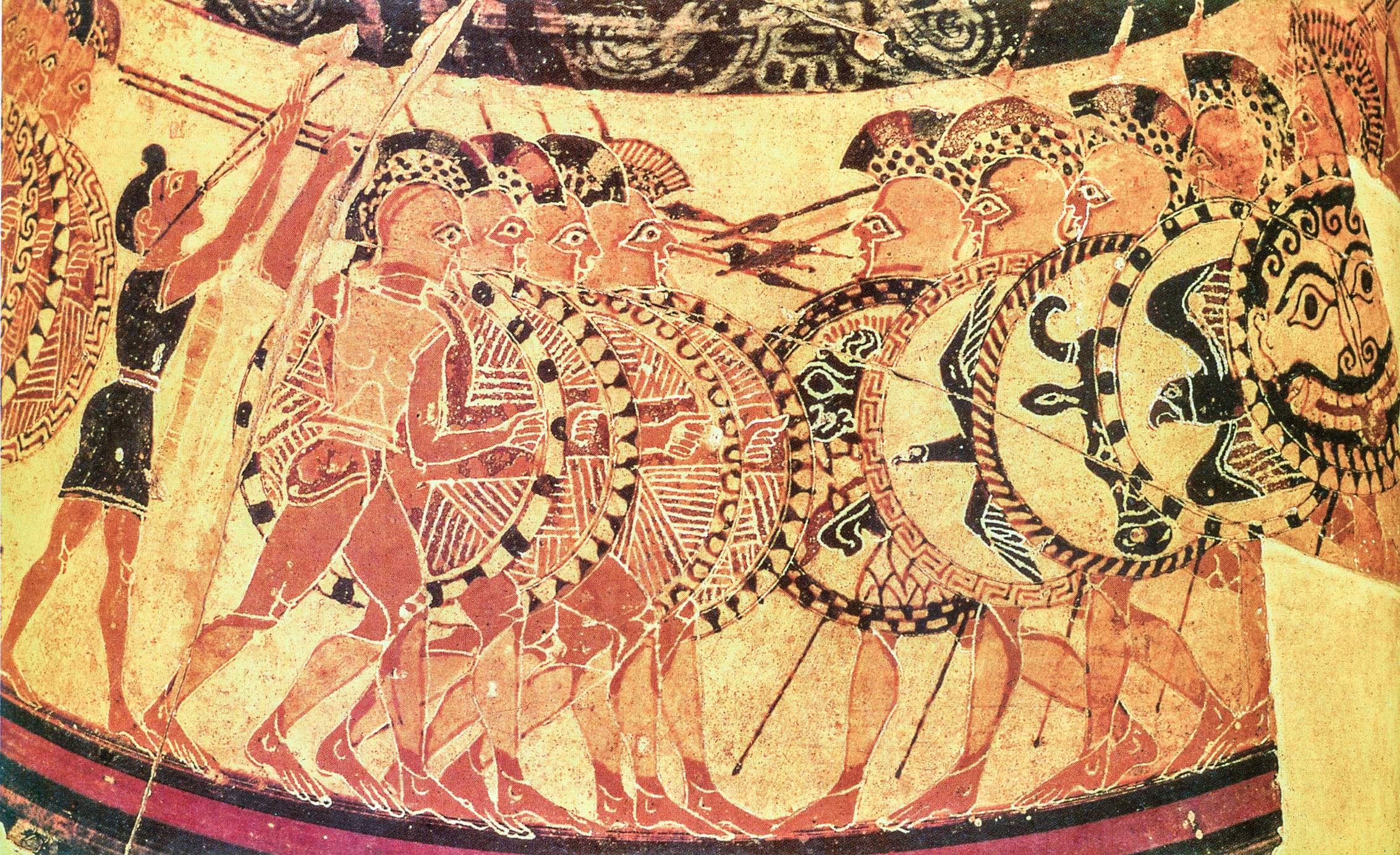
Falange di opliti con lance e giavellotti sull'Olpe Chigi - 640 a.C. (Museo nazionale etrusco di Villa Giulia)

La guerra del Medioevo ellenico mutò in guerra oplitica nel VIII secolo a.C. Per secoli, storici e ricercatori hanno dibattuto sulle ragioni e sulla velocità di questa transizione.
Le teorie a oggi più popolari sono tre: gradualista; dell'adozione rapida; e gradualista estesa.
1. Teoria gradualista – Postulata da Snodgrass a partire dal 1965, sostiene che la guerra oplitica si sviluppò per gradi come risultato d'innovazioni nelle armature e nelle armi. Datando cronologicamente i reperti ceramici e le relative iconografie (data la scarsità di reperti archeologici d'armi per il periodo più arcaico), Snodgrass approssimò di conseguenza le tappe evolutive della creazione della falange, concludendo che la transizione richiese circa un secolo, dal 750 al 650 a.C. L'affermazione della falange fu pertanto legata alla necessaria creazione di forze d'armati corazzati più numerose rispetto alle formazioni omeriche, ove solo il capo/eroe e i suoi intimi erano ben equipaggiati, a discapito d'una massa di guerrieri male armati e corazzati.[19] Le grandi quantità di armature oplitiche che dovevano essere distribuite alla popolazione greca dilatarono i tempi necessari all'implementazione della falange. Infatti, la formazione a falange divenne popolare solo quando l'armatura si diffuse.[20][21][22]
2. Teoria dell'adozione rapida – Sviluppata dagli storici Paul Cartledge e Victor Hanson, sostiene che la falange fu l'efficace creazione d'una specifica forza militare cui le altre dovettero immediatamente adattarsi. Questo filone ritiene che lo scudo argivo a doppia presa richiesto per la formazione della falange fosse così limitante nella mobilità che una volta introdotto, al volgere del Medioevo ellenico, la guerra fluida divenne inadeguata per combattere contro gli opliti, aumentando la velocità della transizione verso gli scontri tra falangi. La formazione a falange e l'armatura degli opliti divennero a quel punto ampiamente utilizzate in tutta l'antica Grecia nel rapido volgere del cinquantennio 725–675 a.C.[23][24]
3. Teoria gradualista estesa – Sviluppata dallo storico Hans Van Wees, è, appunto, la più cronologicamente ampia. Lavorando sull'iconografia delle ceramiche egee, Van Wees ritenne la falange creatura già del Medioevo ellenico, come evidente nella "olpe Chigi" del 640 a.C. ove però i falangiti portano sia picche da fanti sia lance corte e giavellotti, armi poi scomparse nella Grecia classica.[25] Van Wees ha pertanto sviluppato la tesi d'un periodo di transizione dalla guerra eroica/omerica con lancio di proiettili, cariche di carri e cavalleria, al solo combattimento ravvicinato che caratterizza gli scontri oplitici della piena Classicità. A supporto della tesi, Van Wees riporta anche un frammento del poeta spartano Tirteo: «si ritireranno per il rumore [dei missili,] nonostante la batteria di grandi pietre lanciate, gli elmi sopporteranno il rumore [della guerra senza piegarsi]».[26] In nessun altro testo Tirteo parla di proiettili o rocce, il che rafforza ulteriormente la tesi di un periodo di transizione in cui gli opliti avevano capacità di tiro a distanza. I gradualisti estesi sostengono che gli opliti non combatterono in una vera falange fino al V secolo a.C. stimando nei tre secoli dal 750 al 450 a.C. la durata della transizione.[27][28]

### Affermazione

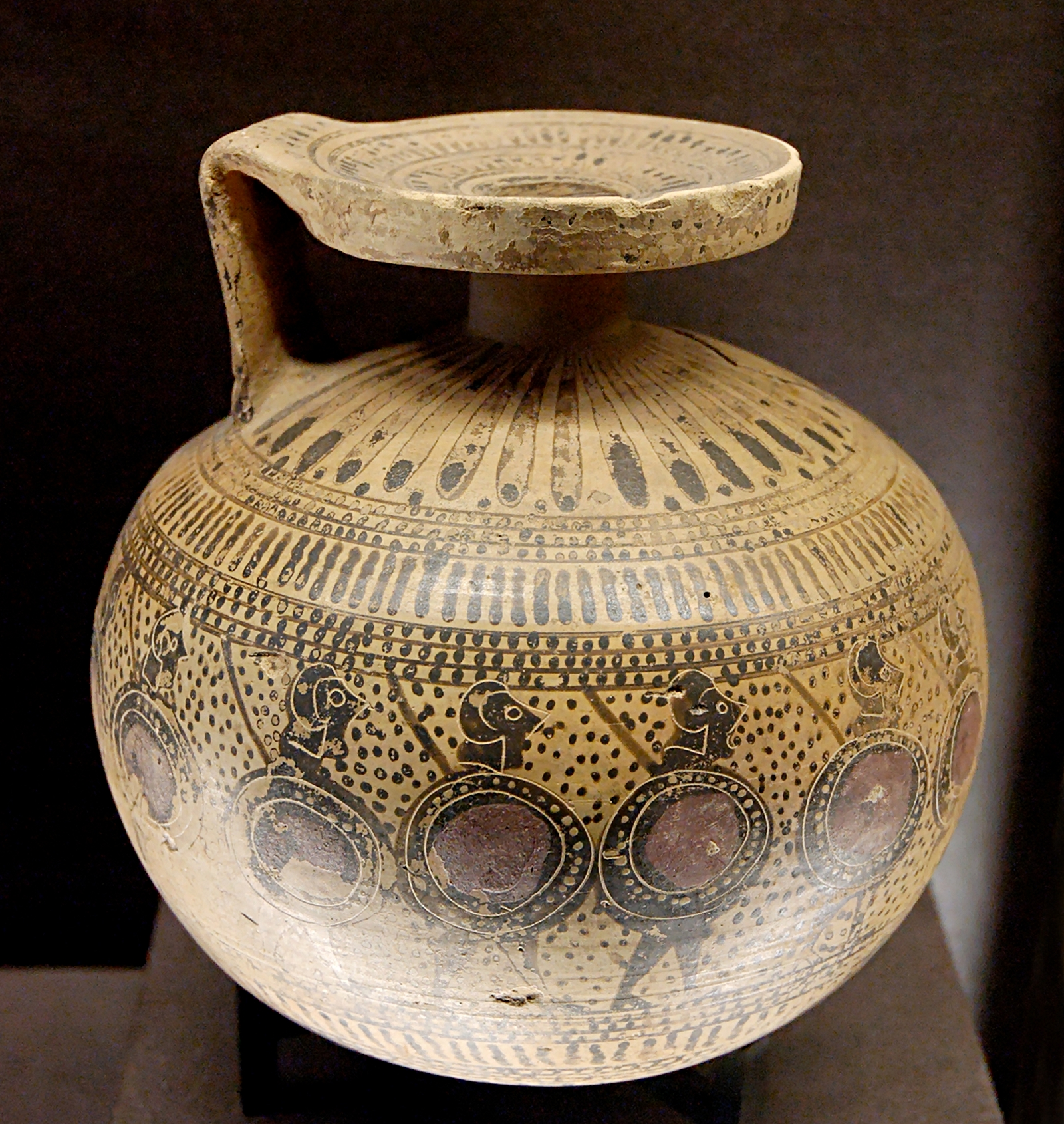
Sfilata d'opliti su un ariballo corinzio - 580–560 a.C. (Museo del Louvre)

L'ascesa e il declino della guerra oplitica si legarono all'ascesa e al declino delle póleis. Come detto sopra, gli opliti rappresentavano una soluzione pratica, rapida e risolutiva agli scontri su vasta scala tra le città-Stato. In un contesto in cui i sistemi di finanza pubblica erano relativamente primitivi e i politici riluttanti a ricorrere alle tasse che avrebbero sostenuto un esercito diversificato, chiedere ai cittadini d'armarsi a propri spese di scudo e lancia era sicuramente vantaggioso.
Al netto delle speculazioni teoriche appena discusse sul momento d'origine della falange e del modus bellandi oplitico, mancano dati storico-archeologici puntuali sui primi conflitti tra póleis nei quali si costruì e consolidò la tradizione oplitica. Il riferimento è a quei conflitti combattuti tra VIII e VII secolo a.C., periodo in cui la Grecia era costellata di póleis poi distrutte o assoggettate alle póleis più grandi entro quel fenomeno socio-politico noto come sinecismo (in greco antico: συνοικισμóς?, sunoikismos). Di queste guerre "dimenticate" si conoscono solo le più celebri e annose, tramandateci dalle fonti classiche in alcuni casi con semplici accenni. Anzitutto, si deve ricordare la prima guerra messenica (743–724 a.C.) con la quale Sparta s'impadronì della Messenia, relativamente alla quale si apprende principalmente di oracoli e stupri di fanciulle in toni quasi omerici e poco o nulla di battaglie. Segue poi la guerra lelantina (710–650 a.C.), una lunga lotta che vide frapporsi le due póleis euboiche di Eretreia e Calcide e che, secondo Tucidide, risultò il più grande conflitto avvenuto in Grecia dai tempi della guerra di Troia e prima di quelle persiane. In questo caso, gli opliti trovarono con buona probabilità impiego, ma ancora con il supporto di cavalleria e carreria in grandi armate d'impostazione micenea. Infine, occorre menzionare la seconda guerra messenica (660–650 a.C.), nella quale combatté il sopracitato Tirteo e alla quale si legano quindi le sue testimonianze. Il racconto più puntuale sugli eventi viene tramandato dal solo Pausania il Periegeta (ca. 110–180 d.C.), con un ethos fortemente oplitico per l'enfasi che vi si dà alle gesta dello stratego messenico Aristomene († post-668 a.C.), al suo scudo e all'eroismo dei suoi opliti. In tale conflitto, gli Spartani rischiarono forse d'essere sconfitti perché, al di là dell'operato di Aristomene, la Messenia poté contare sul supporto della città di Argo, che aveva nel frattempo sviluppato il nuovo scudo a doppia presa, appunto "scudo argivo".
Quando la civiltà greca si trovò a confrontarsi con il resto del mondo, la sua organizzazione militare dovette mutare e adattarsi, scampando così al pericolo di involvere nel solo combattimento oplitico. La plurisecolare esperienza bellica maturata dai Greci nel Mediterraneo occidentale, fondamentalmente in Sicilia, con le guerre greco-puniche (600–265 a.C.) che li videro scontrarsi con Etruschi e Cartaginesi, permise loro di affinare la macchina bellica oplitica al fianco del secondo fiore all'occhiello delle loro forze armate, la marina militare, e con la presenza di forze di cavalleria di peso e consistenza impensabili nel teatro bellico natio: i primi grandi scontri furono infatti battaglie navali, come la celebre battaglia del Mare Sardo (535 a.C.), tanto che le fonti etrusche non parlano di un "esercito etrusco" fino a che lo stesso non fu assemblato per affrontare (infruttuosamente) gli opliti dello stratego Aristodemo di Cuma nella battaglia di Cuma (524 a.C.) L'esito non mutò poco dopo nella battaglia di Aricia e Aristodemo sfruttò la fama guadagnata per imporsi come tiranno della sua città.
Il successivo scontro con l'Impero achemenide di Persia, principiato con una contesa per il dominio sulle coste anatoliche, fece il resto. Di fronte all'enorme numero di truppe che gli Achemenidi potevano schierare, le singole póleis non potevano realisticamente combattere da sole, perciò durante le guerre persiane (499–448 a.C.), le alleanze tra gruppi di città (casistica già verificatasi durante gli scontri con Punici e Tirreni in Italia), la cui composizione variò nel tempo, divenne la norma. Ciò modificò radicalmente la portata della guerra, il numero delle truppe coinvolte e la portata delle relative perdite, sia in tema di vite umane sia di devastazioni arrecate dalla guerra: si considerino per esempio la devastazione di Eretreia (490 a.C.) nella prima guerra persiana (492–490 a.C.) o la distruzione dell'Acropoli di Atene nella seconda guerra persiana (480–479 a.C.). La falange oplitica si dimostrò di gran lunga superiore alla fanteria persiana in conflitti come la battaglia di Maratona (490 a.C.), la battaglia delle Termopili (480 a.C.) e la battaglia di Platea (479 a.C.). Proprio per sopperire a questa carenza nelle loro forze, secondo lo storico Alexander Nefiodkin, i Persiani avrebbero creato il carro falcato poi schierato contro le truppe di Alessandro Magno.

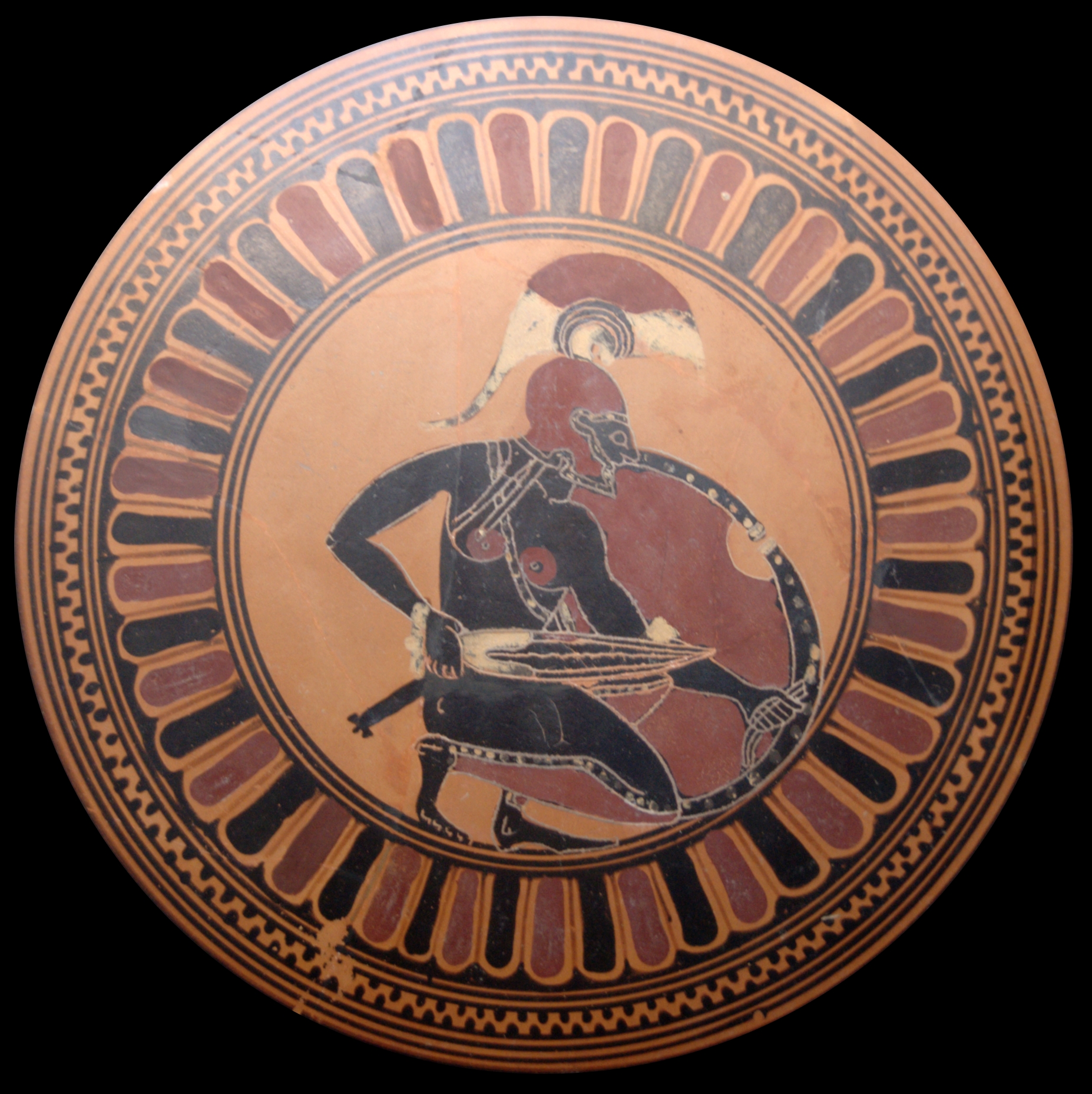
Oplita accovacciato, tondo di una kylix attica a figure nere - c. 560 BC (Staatliche Antikensammlungen)

Complice il ruolo egemone ricoperto nella conduzione della guerra ai Persiani, le póleis di Atene e Sparta raggiunsero una posizione di preminenza politica in Grecia che sfociò ben presto in una velenosa rivalità, poi declinatasi in un lungo conflitto interno. La pluri-decennale guerra del Peloponneso (431–404 a.C.) ebbe una portata diversa dai conflitti precedenti tra póleis. Fu una contesa tra leghe di città non solo della madrepatria greca, ma anche delle colonie vecchie e nuove sparse nel Mediterraneo, dominate rispettivamente da Atene e Sparta, che condivisero manodopera e risorse finanziarie portando a una diversificazione delle operazioni belliche. La guerra oplitica arcaica, intesa come rapido e brutale scontro tra truppe d'élite per risolvere rapidamente una contesa, appariva in declino. La guerra del Peloponneso vide lo svolgersi di solo tre importanti battaglie campali, nessuna delle quali si rivelò tuttavia decisiva. Al contrario, si fece sempre più affidamento su fanteria di marina, schermagliatori, mercenari, grandi assedi (come l'assedio di Platea 429–427 a.C., l'assedio di Siracusa 415–413 a.C., per citarne alcuni), con conseguente attenzione per mura cittadine (le "Lunghe Mura", come quelle di Atene) e armi d'assedio (in greco antico: μηχᾰναι?, mechanai), oltre a tattiche non basate su elementi fissi. Queste riforme resero possibili strategie di logoramento ben più consistenti delle normali devastazioni della guerra oplitica arcaica (si veda la sezione "Strategia"), aumentando notevolmente il numero delle vittime e costringendo la falange oplitica a una serrata evoluzione per mantenersi efficace ed efficiente.
Nelle guerre greco-puniche e in quelle greco-persiane, gli opliti s'erano scontrati con un gran numero di schermagliatori e truppe armate di missili; tali truppe, come i peltasti, divennero molto più comunemente utilizzate dai generali greci durante il conflitto peloponnesiaco, sia come economica carne da macello durante gli assedi sia per gli scontri in campo aperto (si veda "Opliti ificratei" nel seguito). Di conseguenza, gli opliti, anzitutto quelli spartani, iniziarono a indossare meno armature, ricorrendo spesso al solo scudo, a portare spade più corte e, in generale, ad adattarsi per una maggiore mobilità: ciò portò allo sviluppo dell'oplita leggero, il c.d. ekdromos, e ad altre innovazioni ed evoluzione tecniche e strutturali. Entro la metà del IV secolo, però, complice l'innovazione tattica imposta alla Grecia dall'Egemonia tebana (si veda "Opliti tebani" nel seguito), l'oplita tornò a corazzarsi pesantemente.
Molti celebri personaggi della Grecia antica, anche filosofi, artisti e poeti, combatterono come opliti. Tra i tanti ricordiamo i filosofi Socrate, ed Epicuro.

### Particolari tipologie di opliti

#### Opliti spartani

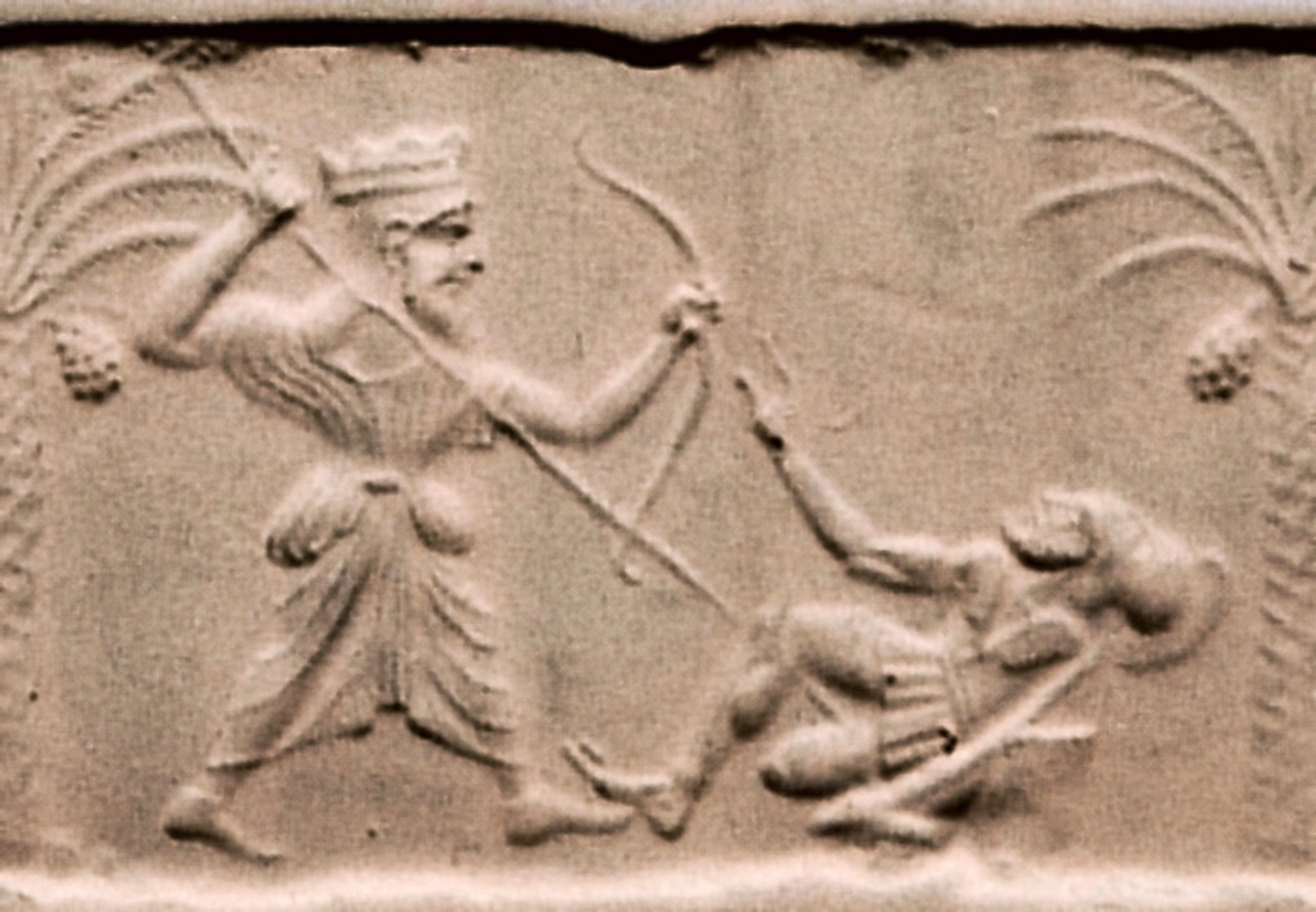
Un re achemenide uccide un oplita greco - ca. 500–475 a.C. (Metropolitan Museum of Art)

Gli Spartani consideravano sé stessi gli unici veri opliti. I loro bambini venivano educati al mondo bellico e all'uso delle armi da un'apposita struttura voluta dal semi-mitico legislatore Licurgo (IX-VIII secolo a.C.), la agoghé (si veda la sezione "Addestramento"). Tale sistema venne introdotto intorno al 669 a.C. quando Sparta subì una durissima sconfitta per opera di Argo, precursore dell'utilizzo della falange, durante la predetta seconda guerra messenica. L'ordinamento che ne seguì, l'eunomia, permise l'affermazione, sul piano militare prima e su quello sociale poi, dell'oplita spartano. Gli Spartani, che si auto-definivano homoioi (lett. "uguali"), vivevano solo per la guerra e la politica, mentre i lavori umili erano affidati agli iloti, la popolazione pre-dorica della regione ridotta dagli spartiati a una condizione di semi-schiavitù.
Contrariamente ad altre città-Stato, i cittadini liberi di Sparta prestarono servizio come opliti per tutta la vita, addestrandosi ed esercitandosi in tempo di pace, il che diede a Sparta un esercito permanente e professionale. Spesso piccolo, contando circa 6 000 soldati nel suo momento di massimo splendore e non più di 1 000 nel momento di minimo, diviso in sei more (in greco antico: μόρα?, mòra), praticamente dei battaglioni, l'esercito spartano era temuto per la sua disciplina e ferocia. Il servizio militare era il dovere principale degli uomini spartani e la società spartana era organizzata attorno al suo esercito. Il servizio militare per gli opliti lacedemoni durava almeno fino all'età di 40 anni, talvolta fino ai 60 e oltre, a seconda dell'abilità fisica dell'uomo di combattere sul campo di battaglia. Un particolare corpo d'élite era rappresentato dall'agema (in greco antico: ἄγημα?, agèma), la guardia del Re.
Gli Spartani rappresentarono una forza innovativa nell'arte militare nell'antica Grecia. L'organizzazione del loro esercito era costantemente aggiornata da periodiche riforme e le armi utilizzate erano di ultimo modello. Risultavano inoltre all'avanguardia nello sviluppo di tattiche militari e a loro si dovettero molte nuove strategie. Gli opliti spartani non erano famosi solo per l'addestramento e la disciplina, ma anche per il modo di combattere: soltanto loro, per esempio, aprivano le ostilità marciando cadenzati al passo della musica dei flauti (non a caso i suonatori di flauti, all'interno della società spartana, godevano di particolare rispetto) in luogo di una carica spesso disordinata.

#### Epibatai, gli opliti di marina
Inizialmente ritenuti arcieri di marina rastrellati tra le più infime classi sociali ateniesi, gli epibatai menzionati in numero di dieci su ogni trireme della città di Pallade erano in realtà reclutati tra i medesimi ceti medio-alti che fornivano gli opliti. Al tempo dello stratego Temistocle, il vincitore della battaglia navale di Salamina contro i Persiani, ogni trireme ateniese doveva armare una forza di dieci epibatai e quattro arcieri (grc. toxotai). Quanto gli epibatai fossero sovrapponibili ai normali opliti è però a oggi poco chiaro. Nella celebre battaglia di Lade (494 a.C.), parte della rivolta ionica (499–493 a.C.) che fu il preludio della prima guerra greco-persiana, gli Ioni di Chio schierarono quaranta opliti su ognuna delle loro triremi ma non è dato sapere se fossero tutti epibatai. La sovrapposizione opliti/epibatai sembrerebbe più evidente nella flotta spartana, nella quale il distinguo tra l'equipaggio spartano combattente e l'equipaggio non combattente (marinai, schiavi e iloti) è più netto. Manchiamo parimenti di notizie su particolari tipologie di addestramento per questi fanti di marina. Si dispone invece d'informazioni sul loro utilizzo, sia come truppe d'abbordaggio sia come commando da utilizzarsi per rapide incursioni anfibie: nel 480 a.C., subito dopo la loro vittoria a Salamina, gli opliti greci sbarcarono in massa sull'isola di Psittalia per snidarne i superstiti persiani asserragliativisi; nella battaglia dell'Eurimedonte, Cimone sbarcò i suoi opliti ed epibatai, ringalluzziti dalla vittoria sul mare, affinché inseguissero e spacciassero i Persiani in fuga; nella battaglia di Sibota (433 a.C.), abbandonata qualsiasi velleità di manovra navale, lo scontro fu risolto dalla mischia oplitica sui ponti della navi divenute un campo di battaglia; l'ammiraglio spartano Teleutia guidò la sua truppa d'opliti alla conquista delle navi ateniesi durante un assalto al Pireo nel 387 a.C., ecc.

#### Opliti ificratei
Lo stratego ateniese Ificrate (418–353 a.C.), impegnato nella guerra di Corinto (395–387 a.C.), per sconfiggere gli Spartani concertò innovazioni tattiche e tecniche per i suoi opliti: prediligendo tattiche mordi e fuggi per ridurre la superiorità spartana in campo aperto, convinse il collega Callia ad alleggerire la truppa di opliti, armandoli con scudi più piccoli e lance più lunghe, e assunse il comando della truppa di peltasti che dotò però di elmo, scudo più grande e lancia, oltre ai soliti giavellotti. Quest'esercito riformato riuscì a sconfiggere in campo aperto gli Spartani lasciati da Agesilao a guardia del porto del Lecheo (battaglia del Lecheo) nel 391 a.C., connettendo poi efficaci azioni lampo che indebolirono ulteriormente la posizione lacedemone nella regione.

#### Opliti tebani
Nella battaglia di Delio (424 a.C.) contro gli Ateniesi, parte della guerra peloponnesiaca, lo stratego tebano Pagonda (?–post 424 a.C.) aveva schierato le sue truppe distribuendole venticinque ranghi contro le otto-dodici tradizionali per garantirsi più spinta di penetrazione. Un altro stratego tebano (ormai "beotarca"), Epaminonda (418–362 a.C.), portò i ranghi a cinquanta sulla sola ala sinistra, fronteggiante cioè l'ala destra (più debole) nemica, assottigliando quanto più possibile i ranghi del centro e della destra: la cosiddetta "falange obliqua" (in greco antico: λοξὴ φάλαγξ?, loxē phalanx). Con quest'innovazione tattica, presumibilmente supportata da adeguate migliorie dell'armamento quali lance più lunghe (come già fatto da Ificrate) e scudi sagomati che ne permettessero il passaggio infra-ranghi, Epaminonda sconfisse (371 a.C.) nella battaglia di Leuttra le forze spartane di re Cleombroto I (r. 380–371 a.C.), morto sul campo, garantendo a Tebe un decennio di egemonia sulla Grecia (cosiddetta "Egemonia tebana") che venne però meno quando, nella battaglia di Mantinea (362 a.C.), la più grande battaglia oplitica della storia, lo scontro si concluse con un nulla di fatto e il geniale Epaminonda fu ucciso. Altra innovazione tebana, secondo alcuni sempre dovuta all'inventiva di Epaminonda, seconda altri di Gorgida, fu il "Battaglione sacro" (in greco antico: ἱερὸς λόχος?, hieròs lóchos), anche "Battaglione della città" (ὁ ἐκ πόλεως λόχος), un corpo d'opliti d'élite acquartierato nella Cadmea, la rocca di Tebe, che si distinse, al comando di Pelopida, contro gli Spartani già nella battaglia di Tegira (375 a.C.), prima della clamorosa vittoria tebana di Leuttra.

### Gli opliti al di fuori della Grecia

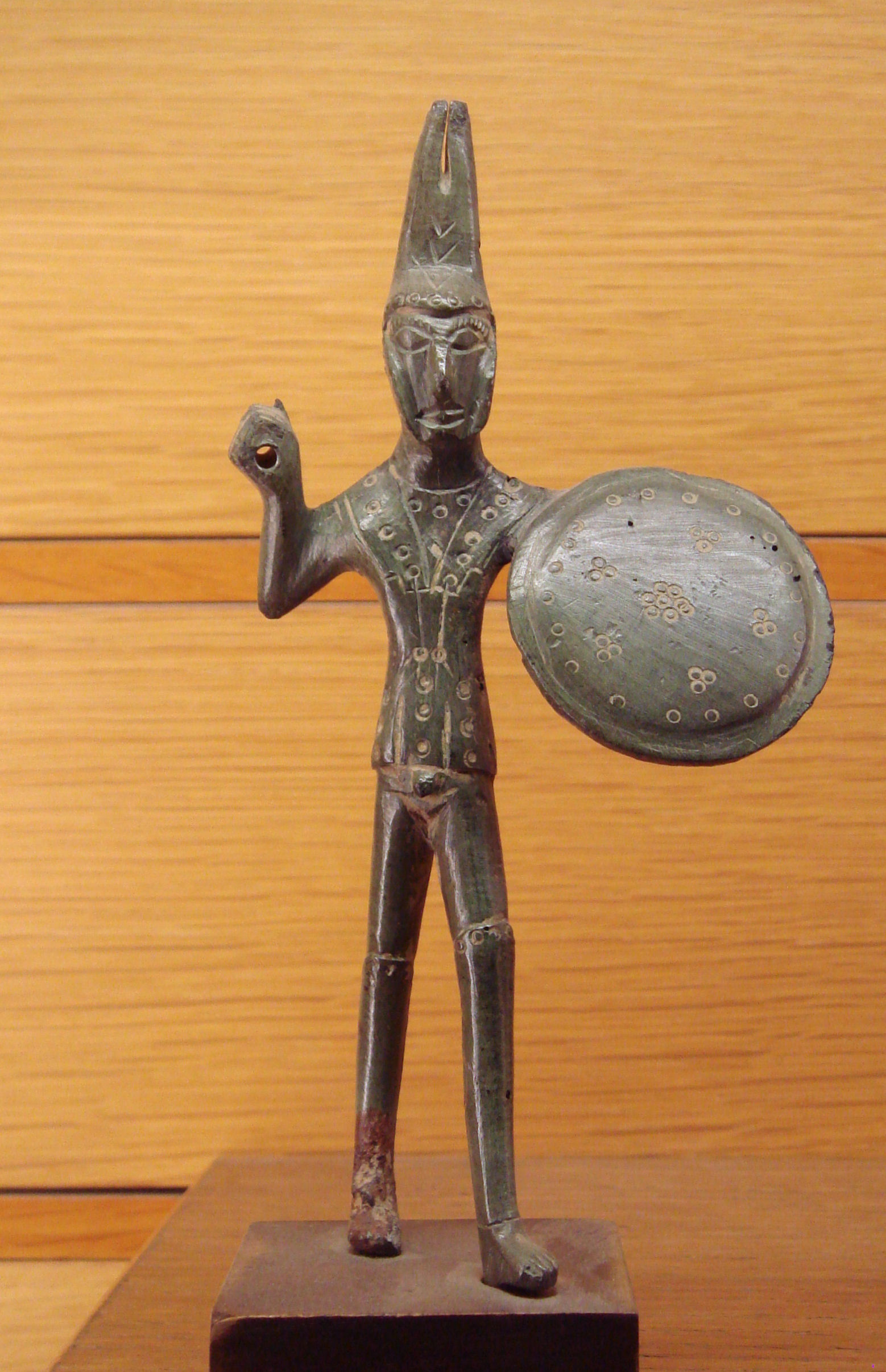
Guerriero oplitico etrusco - ca. 500 a.C. (Museo del Louvre)

Complice l'espansione dei Greci nel Mar Mediterraneo e la fondazione di colonie greche in Asia Minore, Italia e altrove, avvenuta contemporaneamente sia alla diffusione delle póleis sia alla Riforma Oplitica, il nuovo stile bellico greco ebbe grande influenza nel Mare Nostrum e coinvolse diverse civiltà/culture che vi si affacciavano.
La guerra oplitica fu lo stile di combattimento dominante in gran parte della penisola italiana fino all'inizio del III secolo a.C., impiegato anzitutto dalle potenti colonie greche ivi presenti, come Napoli e Siracusa, ma anche dagli Etruschi che contendevano ai Greci il controllo sull'Italia centrale e poi dai Romani che crebbero all'ombra dell'Etruria e della Magna Grecia per poi assoggettarle. L'esercito romano, inizialmente strutturato su un sistema di combattimento affine a quello omerico/eroico, lo adottò intorno al VII secolo a.C. tramite la riforma militare promossa dal re etrusco Servio Tullio (r. 578–535 a.C.). In seguito i Romani armonizzarono il loro stile di combattimento adottando un'organizzazione manipolare più flessibile, più adattabile su terreni accidentati come quelli degli Appennini. Anche l'equipaggiamento romano cambiò: le lance vennero sostituite da spade e giavellotti pesanti, i celebri pilum. Alla fine solo i triarii avrebbero mantenuto come arma principale la lancia hasta, equivalente romano della dory greca, e avrebbero seguitato a combattere in falange. Parallelamente però in alcune zone dell'Italia si seguitò a schierare opliti "classici", come i mercenari tarentini al servizio del diadoco Pirro d'Epiro (per approfondire, si vedano le guerre pirriche, 280–275 a.C.) o del generale cartaginese Annibale Barca durante la seconda guerra punica (218–202 a.C.) erano equipaggiati e combattevano come opliti.
Cartagine stessa, per lungo tempo impegnata a combattere le colonie greche in Italia come sopra anticipato, aveva adottato al tempo di re Magone I (r. 550–530 a.C.) la falange oplitica, il cui nucleo era formato dai cittadini della grande città punica, obbligati a servire nell'esercito. Nel corso del V e IV secolo a.C., gli eserciti rispettivamente schierati dai magno-greci e dai Cartaginesi nei loro scontri in Sicilia furono sostanzialmente uguali quanto a composizione. Basti considerare che nella battaglia del Crimiso (341 a.C.), i Cartaginesi schierarono contro i Siracusani dello stratego Timoleonte persino un battaglione sacro costruito sulla falsariga di quello tebano.
Gli opliti greci stessi non disdegnarono di combattere come mercenari in eserciti stranieri, come quello di Cartagine e dell'Impero achemenide (fu questo il caso dei celebri Diecimila di Senofonte), dove alcuni ritengono che abbiano ispirato la formazione dei Cardaces. Alcuni opliti prestarono servizio sotto il re illirico Bardylis nel IV secolo, cosa non inusuale dato che era nota la tendenza degli Illiri a importare numerose armi e tattiche dai Greci.

### L'evoluzione: opliti macedoni e opliti ellenistici

#### Gli opliti nell'esercito riformato argeade

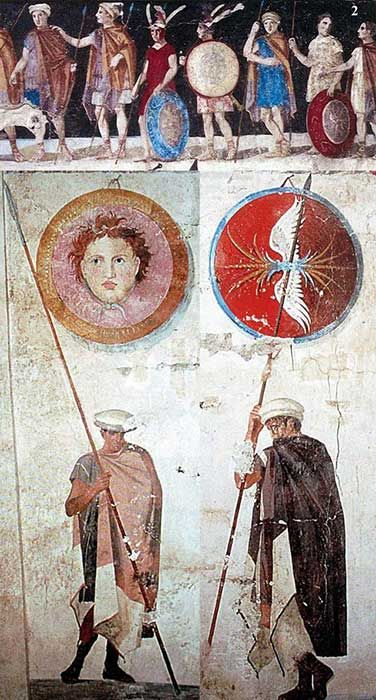
Affresco di soldati macedoni dalla Tomba di Agios Athanasios (Grecia) - IV secolo a.C.

L'esercito del Regno di Macedonia riformato dall'argeide Filippo II (r. 360–336 a.C.) può essere inteso come summa di tutte le evoluzioni occorse nella fanteria oplitica greca sino a quel tempo. Filippo aveva speso la sua giovinezza come ostaggio presso i Tebani di Epaminonda e ivi aveva attinto a piene mani dalle innovazioni da loro apportate all'arte della guerra ellenica. Fondendo la falange obliqua con gli opliti ificratei, il re creò la falange macedone, il cui nerbo era composto dai Pezeteri (in greco antico: πεζέταιροι?, Pezhetaìroi, lett. "Compagni a piedi"), una nuova tipologia di fanteria pesante i cui opliti imbracciavano a due mani la lunghissima sarissa (in greco antico: σάρισα?, sárissa), una picca di sei metri, e s'affidavano a uno scudo di modeste dimensioni che calzavano sul braccio, supportati da valide truppe di fanteria leggera sempre d'ispirazione ificratea (fond. i peltasti), e i cui fianchi, specialmente il destro, erano protetti dagli Ipaspisti (in greco antico: ὑπασπισταὶ τῶν ἑταίρων?, hypaspistài tṑn hetàirōn, lett. "Portatori degli scudi dei compagni"), una forza d'opliti d'élite ispirata dal Battaglione sacro tebano. Oltre a ciò, Filippo arruolò anche contingenti di opliti greci mercenari, sia fornitigli dalla Lega di Corinto, l'alleanza panellenica tramite la quale esercitava il suo controllo su una Grecia sempre divisa tra poleis litigiose, sia direttamente prezzolati da lui.
L'anomalia distintiva dei Macedoni rispetto al modello bellico greco classico non era quindi l'assenza di fanteria pesante ellenica, ampiamente utilizzata nell'esercito riformato argeide, bensì il loro massiccio ricorso a forze di cavalleria: gli Eteri (in greco antico: Ἑταῖροι?, Hetâiroi, lett. "Compagni") tradizionali macedoni, la cavalleria tessala e la cavalleria leggera dei prodromoi. La cavalleria, reclutata e organizzata dalla nobiltà con modalità assimilabili a quelle del Medioevo feudale europeo, era infatti stata per secoli la forza predominante negli eserciti macedoni.
Scomparso Filippo, suo figlio Alessandro Magno (r. 336–323 a.C.) ereditò la formidabile macchina bellica creata dal genitore e, con la sua genialità strategica e la sua incredibile fortuna, le garantì il passo sostanziale che meritò all'esercito macedone una fama d'invincibilità durata due secoli. L'unica innovazione relativa alla fanteria apportata da Alessandro al modello paterno fu, poco prima dell'invasione dell'India, la creazione del corpo degli argiraspidi (in greco antico: Ἀργυράσπιδες?, lett. "Scudi d'argento"), una truppa scelta di ipaspisti i cui scudi furono ricoperti con lamine d'argento, frutto del bottino conquistato in Persia.

#### Gli opliti nei regni ellenistici
I diadochi (in greco antico: διάδοχοι?, diádochoi, lett. "successori") che si spartirono l'impero di Alessandro Magno importarono la falange greca nei loro regni, diffondendola ben al di là dei lidi mediterranei, ove l'avevano inizialmente diffusa le colonie greche (si consideri per esempio la nascita dell'esotico Regno indo-greco). Invischiatisi in un cinquantennio di guerre su vasta scala gli uni contro gli altri, le cosiddette guerre dei diadochi (322–281 a.C.), questi ultimi furono chiamati a evolvere ulteriormente la macchina bellica greco-macedone. Anzitutto, sebbene schierassero principalmente cittadini greci o mercenari greco-macedoni, furono costretti ad armare e addestrare anche i nativi dei loro regni come opliti e/o falangiti greco-macedoni: per esempio, tale fu il caso dei machimoi (in greco antico: μάχιμοι?, máchimoi) dell'esercito tolemaico, una casta di guerrieri egizi appositamente addestrati dai nuovi faraoni greci (305–30 a.C.).
Erede diretto della controparte macedone, l'esercito degli Antigonidi (306–168 a.C.) seguitò a schierare pezeteri (ora divisi in leucaspidi dagli scudi bianchi e calcaspidi dagli scudi bronzei, presumibilmente meglio addestrati) e ipaspisti (ora però chiamati semplicemente peltasti) sino alla sua sconfitta definitiva per opera dei Romani nella battaglia di Pidna (168 a.C.) che comunque non concluse le guerre macedoniche (214–148 a.C.) il cui epilogo sarebbe stato deciso non dalla fanteria ma dalla cavalleria.
Le principali innovazioni alla fanteria oplitica furono opera dell'esercito seleucide. Come le altre dinastie ellenistiche, anche i Seleucidi (312–63 a.C.) mantennero la falange dei pezeteri e la fanteria oplitica degli ipaspisti, presso di loro noti semplicemente come argiraspidi e impiegati come truppa scelta e guardia regia. Per i combattimenti sui terreni montuosi, abbondanti nel regno, e le azioni di guerriglia, furono però sviluppate nuove truppe nelle cui caratteristiche si può intravedere una certa influenza apportata agli Elleni dalla fanteria celtica con la quale si erano scontrati (per approfondire, si vedano le spedizioni celtiche nei Balcani del IV-III secolo a.C.): anzitutto i Thureophoroi (in greco antico: θυρεοφόροι?, lett. "Portatori di [scudo] thureos"), dal grande scudo Thureos, di forma ovale, tipico dei Galati (la popolazione celtica stanziatasi in Asia Minore), armati di lancia, spada e giavellotti; poi i Thorakites (in greco antico: θωρακίται?, lett. "Corazzieri"), simili ai Thureophoroi ma corazzati più pesantemente con una cotta di maglia, tipologia d'armatura molto diffusa presso i Celti. Queste truppe vennero utilizzate come collegamento tra la fanteria leggera e la falange, una forma di fanteria media che serviva a colmare le lacune tattiche degli altri corpi.

## Organizzazione e reclutamento

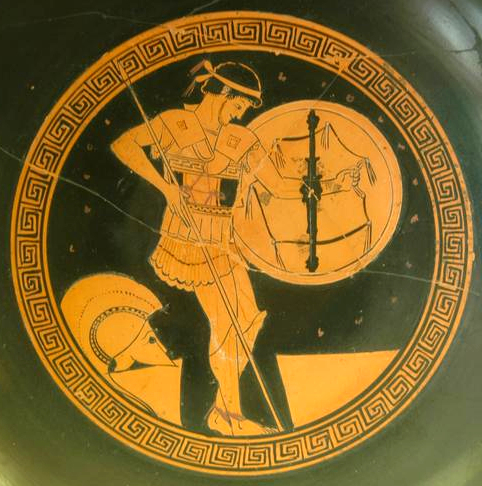
Oplita - V secolo a.C. (Musei reali dell'arte e della storia)

L'indipendenza e la mancata unità delle póleis, nonché le loro frequenti rivalità, aumentarono la frequenza dei conflitti ma al contempo limitarono a livello regionale la portata delle guerre. La limitata manodopera non consentiva alla maggioranza delle póleis né di formare grandi eserciti di cittadini-soldati né di protrarne troppo a lungo il servizio se non si voleva privare i campi e le botteghe artigiane della vitale manovalanza. Ci si aspettava comunque che tutti gli opliti prendessero parte a qualsiasi campagna promossa dai capi cittadini poiché, come sostenuto dai grandi filosofi greci, lo Stato ideale era un'oligarchia di opliti. Essendo dovere del cittadino greco svolgere il servizio militare, qualsiasi assemblea di liberi cittadini era per definizione un'assemblea di guerrieri: gli opliti erano cittadini in battaglia e i cittadini degli opliti in assemblea. Il cittadino greco, quanto meno nella Grecia classica, coincideva quindi, per definizione, con un oplita.

### Reclutamento
La natura stessa dell'oplita medio, un cittadino-soldato dedito o all'agricoltura o all'artigianato, ne faceva un guerriero dilettante che poteva assentarsi da casa per una stagione militare relativamente breve, spesso circoscritta alla sola estate. Esistevano chiaramente delle eccezioni: gli Spartani erano de facto dei soldati professionisti mantenuti dallo Stato e addestrati per tutta la vita, dispiegabili anche in campagne di durata pluriennale (ad esempio il lungo assedio di Platea al principio della guerra del Peloponneso), mentre le loro terre venivano coltivate dagli Iloti; i loro più grandi avversari, gli Ateniesi, venivano esentati dal servizio militare solo dopo i 60 anni (passati i 50 non potevano essere impegnati in una spedizione all'estero).
I cittadini-soldati erano organizzati in tribù che soppiantavano la "banda guerriera" elleno-medievale, a loro volta divise in fraterie o "fratellanze" con una specifica divinità tutelare, poi soppiantate da nuove sottodivisioni come la genos (lett. "famiglia") e la triakas (it. "trenta"). La suddivisione ultima della tribù era la parrocchia, entro la quale un apposito registro enumerava i cittadini-soldati per il comandante di ciascun reggimento tribale. Venivano esentati dal servizio militare solo i cittadini con gravi infermità: ad esempio, ad Atene gli zoppi godevano dell'esenzione dalla leva, mentre a Sparta no e zoppo fu appunto il celebre re-guerriero spartano Agesilao II (r. 400-360 a.C.).

### Effettivi
Sul totale complessivo delle 750 póleis che occupavano il centro del mondo greco, la stragrande maggioranza contava meno di 5 000 abitanti e controllava un territorio di 25–100 km² con un numero di cittadini maschi adulti schierabili come opliti compreso nell'intervallo 133–800. Esistevano ovviamente delle eccezioni, quelle città-Stato cioè che avevano esteso la loro egemonia territoriale, il loro abitato e il loro potenziale umano tramite il già citato sinecismo, divenendo enormi per gli standard dell'epoca. Su tutte, dominava Atene con il suo territorio di 2 400 km², 40 000 maschi adulti e una forza militare di oltre 20 000 opliti, di cui oltre 10 000 effettivamente schierabili e gli altri destinati ad attività di guarnigione, presidio, ecc. Sparta giocava la sua partita politico-militare con numeri decisamente diversi, 6 000 opliti al suo massimo potenziale via via decresciuti sino a 1 000 nel momento di massima crisi, ma si trattava di «artisti della guerra». Corinto, un'altra delle póleis più potenti, schierò 5 000 opliti nella battaglia di Platea e 3 000 nella battaglia di Nemea (394 a.C.), durante la guerra di Corinto. A titolo di esempio, si consideri che sempre a Nemea, nel campo avverso ai Corinzi, le forze complessive di Epidauro, Trezene, Ermione e Alea schierate al fianco degli Spartani erano appunto di 3 000 opliti.

## Addestramento e mobilitazione

### Addestramento

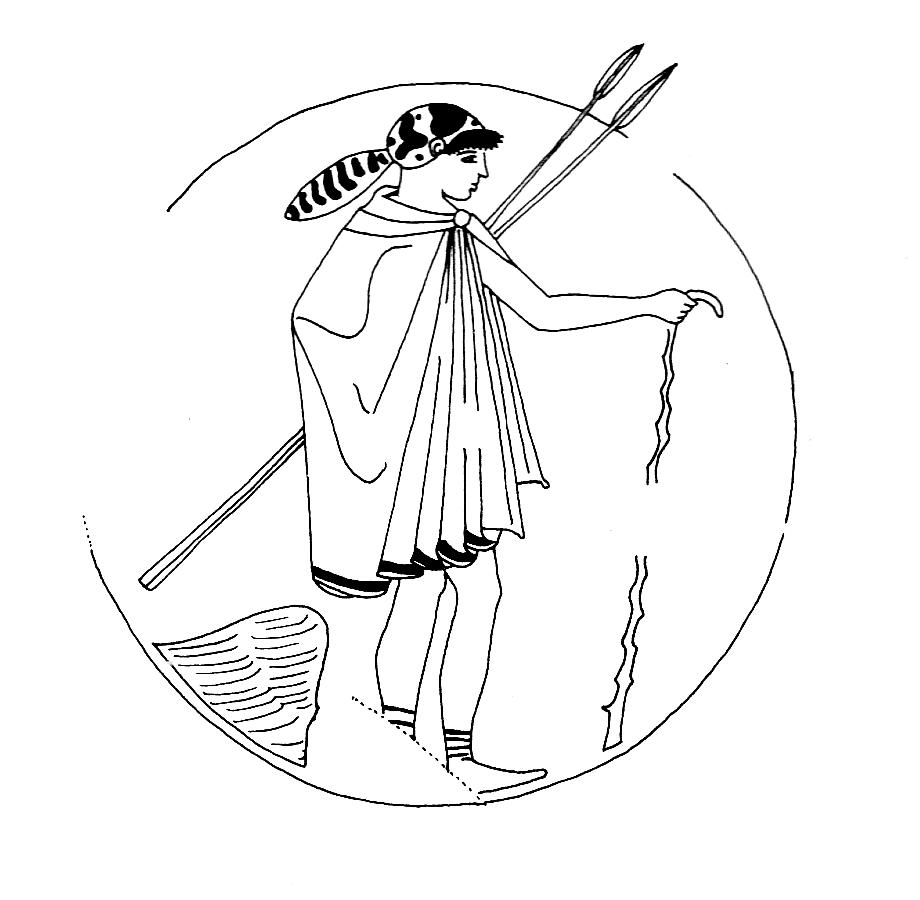
Efebo ateniese - ill. da un kylix a figure rosse del Museo delle Antichità dell'Università di Lipsia

In quasi tutte le póleis l'addestramento cominciava all'inizio dell'anno civile, solitamente d'estate, nel diciottesimo anno d'età del cittadino, cioè al principio della sua efebìa (in greco antico: ?, ephebéia). Probabilmente rudimentale o improvvisato in età arcaica, nella Grecia classica l'addestramento dell'efebo (in greco antico: ἔφηβος?, éphebos) era ormai sofisticato e ben organizzato. Ad Atene, il primo dei due anni di efebato/addestramento si declinava in un ciclo di gare d'atletica (leggera quanto pesante): corsa con le torce, danza in armatura, corsa in armatura, ecc. Il secondo anno era dedicato all'addestramento più prettamente militare e al disimpegno di servizi di ronda (grc. peripoloi) nelle campagne e di guardia (sull'acropoli e nelle fortezze di confine). Quest'addestramento militare era focalizzato sulla tattica di gruppo, nerbo per l'efficacia dello schieramento a falange, con scarsa enfasi per l'abilità individuale con le armi tanto che appositi maestri d'arma remunerati, gli hoplomachoi, fornivano lezioni supplementari per l'uso delle armi, anzitutto della spada, nel corpo-a-corpo: lo stratego ateniese Nicia (470–413 a.C.) avrebbe appunto commentato che chi aveva pagato i servigi di un hoplomacos ne traeva gran beneficio durante gli scontri con la spada, quando le lance s'erano spezzate. Salvo gravissimo pericolo per la pólis, gli efebi non erano chiamati a combattere prima del completamento del loro addestramento.
La formazione degli opliti spartani cominciava invece in tenerissima età per tramite di un rigoroso regime di educazione e allenamento basato su disciplina e obbedienza, la agoghé (in greco antico: ἀγογή?, agoghḕ): prevedeva la separazione dalla famiglia, la coltivazione della lealtà di gruppo, l'allenamento alla guerra e alla pratica militare, caccia, danza e preparazione per la società e per l'attività civile. A cinque anni entravano in caserma e praticavano danze rituali d'addestramento (le pyrriche); a dodici anni iniziavano a praticare esercizi fisici più duri e a vivere con le loro ἀγέλαι (aghèlai, lett. "mandrie"); a diciott'anni iniziava l'età adulta e lo spartano principiava ad addestrare i concittadini più giovani; a diciannove anni, il cittadino entrava in uno dei sissizi (in greco antico: τὰ συσσίτια?, tá syssítia), le mense comunitarie composte da quindici opliti di età variabile, militava per almeno un biennio nella krypteia e serviva lo Stato per quarant'anni complessivi. Il supervisore durante tutto il periodo di allenamento era una figura di spicco della società spartana che nella letteratura greca è detta παιδονόμος paidonómos, lett. "mandriano di ragazzi". Secondo la tradizione tramandata dalle fonti più antiche, questo tipo di educazione sarebbe stato introdotto dal semi-mitico legislatore spartano Licurgo. L'obiettivo ultimo del sistema era di produrre maschi fisicamente e moralmente robusti perché potessero servire nell'esercito spartano.
La peculiarità della agoghé era la sua natura obbligatoria, collettiva, organizzata e impartita dalla città. Questo tipo di formazione era indispensabile per accedere alla piena cittadinanza spartana e gli adolescenti che non si fossero sottoposti a tale regime non avrebbero potuto né accedere ai corpi di élite né tanto meno alle magistrature, nonché a tutti gli altri diritti civili.

#### L'omosessualità nell'addestramento degli opliti

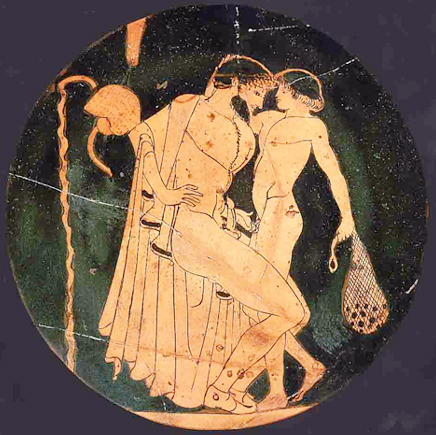
Scena pederastica in ambiente sportivo-militare da una coppa a figure rosse, 485–480 a.C. (Ashmolean Museum)

Nell'antica Grecia, all'interno delle forze armate e primariamente della falange oplitica l'omosessualità era considerata generalmente positiva, poiché ritenuta fattore contributivo all'ethos del valore. Anche se l'esempio principale e più famoso di ciò fu il summenzionato Battaglione sacro tebano, un gruppo di soldati formato esplicitamente da amanti, vi sono conferme significative tratte anche dalla tradizione spartana dell'eroismo militare, in cui vigevano forti legami affettivi derivanti da rapporti omosessuali. Vari autori antichi interpretavano il loro valore e coraggio dimostrato in guerra, su tutti l'esempio cardine dei 300 Spartani alle Termopili, come dovuto e motivato da un legame omoerotico. I lacedemoni eseguivano riti preparatori rivolti al daímon (grc. δαίμων, lett. dèmone/spirito divino) dell'amore prima che le truppe fossero pronte a entrare in assetto da combattimento, per incoraggiarli a evocare l'un con l'altro il meglio di sé; gli Spartani erano in tal modo così ben addestrati che combatterono coraggiosamente indipendentemente da dove fossero stati schierati, sempre al meglio delle loro potenzialità. Secoli dopo, in un contesto ormai romano e non più greco, Ateneo di Naucrati († post-192) avrebbe sostenuto che si compissero sacrifici al dio Eros prima di ogni battaglia.
Il dibattito culturale sul tema era comunque acceso: nel Simposio di Platone, uno degli interlocutori commenta il fatto che le relazioni sessuali tra maschi migliorino il coraggio in campo militare; Senofonte, nel suo Simposio, pur non criticando i rapporti sentimentali tra commilitoni, ridicolizza quei soldati, come gli Spartani e i Tebani, che ne fecero l'unica base fondativa della loro formazione militare, ecc.
Circa il caso specifico del Battaglione sacro, si suppone sia stato lo stratego tebano Pammene a sostenere la necessità di un'organizzazione militare basata su coppie d'amanti con la massima «Un esercito cementato dall'amicizia fondata sull'amore non potrà mai essere sconfitto.» Lo storiografo David Leitao, tuttavia, ha fatto notare come Plutarco, lo storico più esaustivo riguardo alla battaglia di Cheronea (338 a.C.) nella quale Filippo di Macedonia (affiancato da un giovanissimo Alessandro) annientò i tebano-ateniesi e massacrò il Battaglione sacro, usi termini vaghi, come «così dicono», riguardo al fatto che il comandante di Tebe abbia organizzato le proprie unità militari su coppie di uomini legati sentimentalmente.
Stante queste considerazioni e il dibattito ancora oggi vivido, è acclarato che, nel generale contesto della pederastia (grc. παιδεραστία) praticata nell'antica Grecia, il cui obiettivo era essenzialmente pedagogico, un canale in cui tramite Eros si operava per la creazione di cittadini nobili e buoni, l'addestramento militare fu un ambito applicativo. Come anticipato, un buon addestramento dei cittadini alla guerra era essenziale nella formazione della società greca, materia inseparabile dalle altre che più contraddistinguevano la cultura classica, in ragione del frequente numero di guerre, anzitutto interne, che avevano interessato la penisola delle póleis e per circoscrivere e risolvere le quali era appunto nata la figura dell'oplita. In quanto cittadino-soldato, il fante greco classico, nei suoi anni formativi, si trovava così al centro di un sistema nel quale toccava alla pederastia il compito di coltivarne il coraggio e l'abilità nel combattimento, con il risultato che l'addestramento militare si convertì presto a essa divenendone inseparabile. L'erastès era il principale responsabile per la formazione militare del proprio eròmenos anche perché la tradizione greca di contrarre matrimoni in età relativamente tarda (questo per gli uomini) faceva sì che quando un ragazzo raggiungeva l'età di leva suo padre era di solito troppo vecchio per poter svolgere questo compito di educazione all'amor di patria.
Il sopradescritto "sistema pederastico" era parte integrante della agoghé spartana. Sparta è, non a caso, considerata la prima pólis ad aver praticato la nudità atletica, sistema di esercitazione fisica svolto in parallelo con le azioni più formali richieste dalla pederastia. All'amante o compagno più grande veniva dato il nome di εἴσπνηλος (eispnelos, lett. ispiratore), colui cioè che con grazia amorevole riempie il proprio favorito di virtù e coraggio, mentre l'amato o compagno più giovane era noto col nome di ἀίτας aïtas (lett. "appartenente a"). L'eispnelos era responsabile innanzi agli efori, la più importante delle magistrature spartane, della formazione del ragazzo amato: è noto l'aneddoto d'uno spartiate multato dagli efori perché il suo amato aveva cominciato a piangere durante un allenamento, evidenziando un'indole troppo femminile riconducibile a una carenza educativa dell'amante.

### Mobilitazione
Nelle póleis con un governo costituzionale, la guerra, come ogni altra materia di discussione politica, era una scelta dell'assemblea dei cittadini maschi. Nelle città rette da un re o da un tiranno, la guerra era invece una scelta dell'autarca, più o meno supportato dal suo Consiglio. Gli opliti erano a quel punto mobilitati secondo due modalità: (i) la pandemei, ovvero la mobilitazione di massa di tutto il popolo (grc. demos) atto alle armi; e (ii) una spedizione di effettivi (e durata) contenuti, scelti entro una determinata classe anagrafica: per esempio la en tois eponymois (lett. "per eponimi") ad Atene; e la chiamata per hêbê (lett. "dal fiore della maturità") a Sparta. Ad Atene si praticava anche la chiamata alle armi en tois meresin, cioè d'una sola parte della tribù.
Una volta mobilitati, gli eserciti greci marciavano direttamente verso la loro destinazione. Gli opliti erano solitamente accompagnati dai loro schiavi (iloti nel caso degli opliti spartani) con funzione di skeuphoroi (lett. "portatori di bagagli"), mansione più raramente assegnata a dei parenti giovani, ma il bagaglio pesante e l'attrezzatura per le lunghe campagne era trasportata su carri.
Talvolta, il campo di battaglia era concordato in anticipo tra i contendenti. Le battaglie si svolgevano su terreno pianeggiante e gli opliti preferivano combattere con terreni elevati su entrambi i lati della falange, in modo che la formazione non potesse essere accerchiata. Così avvenne alla battaglia delle Termopili (480 a.C.), al principio della seconda guerra persiana, non per comune volontà delle parti ma perché gli Spartani, ivi a capo di un corpo d'armata panellenico, seppero approfittare di uno stretto passo costiero per organizzarvi la resistenza all'avanzata all'imponente esercito persiano, resistendo al nemico per tre giorni nonostante la netta inferiorità numerica.

## Strategia

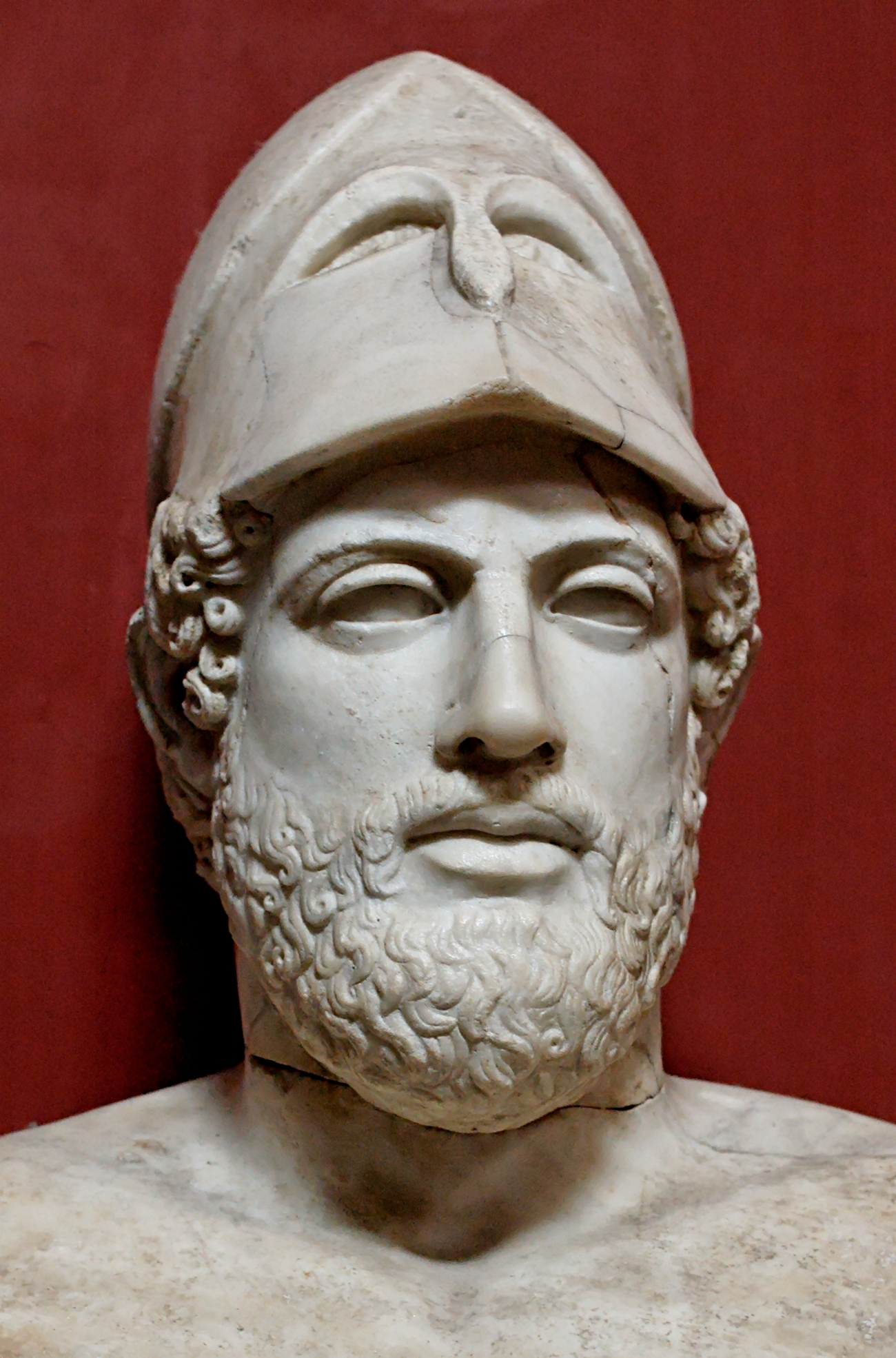
Busto dello stratego ateniese Pericle - (Museo Pio-Clementino)

Quelle tra póleis erano battaglie volutamente programmate per essere risolutive nel generale contesto di guerre rapide. Il campo degli scontri era appositamente pianeggiante e privo di ostacoli, al fine di facilitare le falangi di ambo le parti. Erano scontri solitamente brevi, tra armate della stessa consistenza, e richiedevano un alto grado di disciplina. Almeno nel primo periodo classico, quando la cavalleria era presente, il suo ruolo era limitato alla protezione dei fianchi della falange, all'inseguimento del nemico sconfitto e alla copertura della ritirata, se necessario. Alle battaglie prendevano parte anche forze di fanteria leggera, principalmente per il lancio di proiettili (arcieri-toxotai, psiloi e peltasti) ma il loro ruolo funzionale era relativo: scontro diretto con le truppe leggere avversarie, fuoco di copertura, specialmente su fianchi e retroguardia della falange. I cittadini più illustri tra i ranghi degli opliti e il generale stesso, lo stratego (in greco antico: στρατηγός?, stratēgós), guidavano la schiera dal fronte, rischiando la propria incolumità (come anticipato, nei cruciali scontri di Leuttra e Mantinea, erano rispettivamente periti nella mischia il condottiero spartano Cleombroto e quello tebano Epaminonda), altro fattore che rendeva gli scontri così risolutivi.
Queste battaglie brutali e risolutive erano indotte da una precisa strategia di devastazione, in realtà più teorica e ideologica che pratica, almeno fino alla guerra del Peloponneso, che tutti gli strategoi conoscevano e praticavano. L'obiettivo della campagna offensiva (quanto più breve possibile per permettere agli opliti di tornare ai loro campi e alle loro botteghe come già esposto) era costringere il nemico difensore ad accettar battaglia il più in fretta possibile e a non rifugiarsi dietro le proprie mura. La leva per smuoverlo era minacciare e, se del caso, distruggere i suoi campi, i suoi frutteti e i suoi uliveti. Il difensore, a questo punto, o accettava lo scontro tra falangi che descriveremo nel seguito (anche e pare soprattutto per una questione di ethos guerriero del non accettare piedi stranieri sul suolo agricolo), o si arrendeva: nel 424 a.C., ad esempio, lo spartano Brasida convinse Acanto a tradire Atene minacciandone la vendemmia. In un simile contesto, le genti del Peloponneso, le cui messi maturavano prima di quelle dell'Attica, erano avvantaggiate qualora avessero dichiarato guerra a una pólis settentrionale. Quanto appena descritto può essere certamente stato valido al termine del Medioevo ellenico, quando, come anticipato, la Grecia era interessata dagli scontri tra miriadi di piccole póleis all'ombra dei quelle grandi città-Stato che andavano gonfiandosi d'uomini e terre grazie al sinecismo. Il mondo che fu stravolto dai summenzionati sviluppi del lungo conflitto peloponnesiaco introdusse in Grecia ben più significativi esempi di devastazione e logoramento.

## Tattica e armamento

### La falange

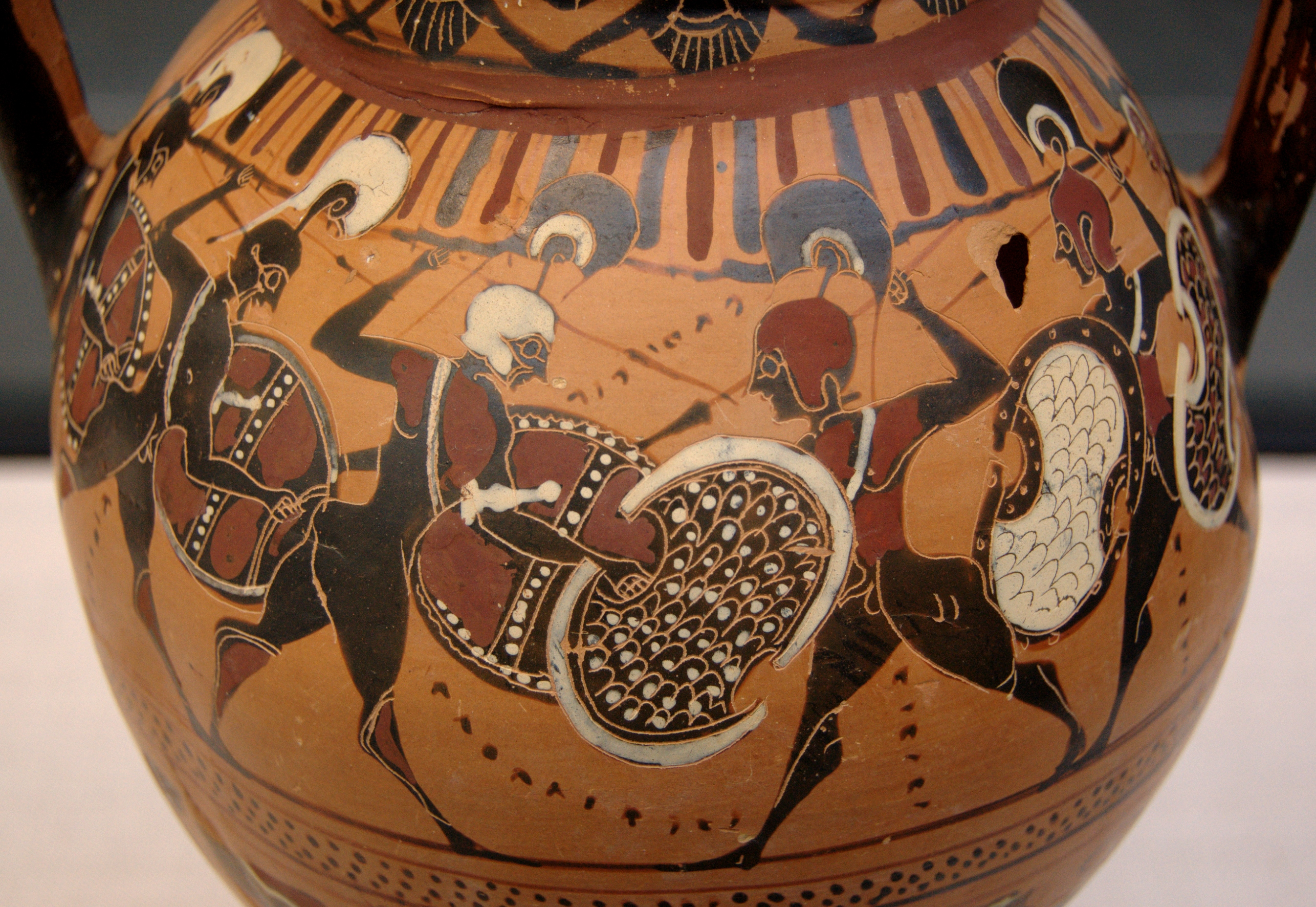
Falange che combatte su un'anfora tirrenica a figure nere - ca. 560 a.C. (Staatliche Antikensammlungen)

La falange oplitica della Grecia classica era una formazione tattica in cui i fanti s'allineavano in ranghi serrati. Stante questa generica definizione, l'effettiva disposizione dei fanti, durante la marcia e nelle varie fasi dello scontro, poteva variare. Un ordine più aperto, per azioni di carica o fiancheggiamento, poteva prevedere il distanziamento degli opliti a circa 90 cm l'uno dall'altro, con il grande scudo portato piatto ovvero praticamente adeso al corpo e le lance proiettate in avanti. L'ordine più serrato, con lo scudo portato in obliquo e quindi la distanza inter-opliti ridotta a circa 45 cm, avrebbe permesso al fante della linea posteriore di affiancare la sua lancia a quella del compagno sulla fila anteriore al costo di un'avanzata più lenta e complessa, necessitante cioè di molta disciplina, ma ideale per far sì che, al momento dell'impatto, la prima fila di guerrieri, i cosiddetti "protostati", fosse supportata anche dalle armi dei compagni in un muro di scudi e una massa di punte di lancia rivolte verso il nemico, insomma un bersaglio ostico per un assalto frontale. L'ordine serrato permetteva inoltre a una percentuale maggiore di soldati di essere attivamente impegnati in combattimento in un dato momento piuttosto che solo quelli in prima fila.
L'unità base della falange era la enomotia (lett. "gruppo giurato"), ventiquattro soldati disposti su tre colonne di otto opliti guidati da un enomotarco supportato da un comandante di retroguardia chiamato ouragos. Quattro enomotiae componevano un lochos al comando di un lochagos, sorta di anticipazione della centuria romana e del suo ufficiale, il centurione. Più lochoi erano raggruppati in unità più grandi, come la taxis ateniese o la mora spartana. Quanto appena descritto è però frutto di teorizzazioni, mancando adeguate informazioni in merito e in ragione della certa presenza di varianti regionali tanto quanto evoluzioni. Tenuto come punto fermo il lochos quale primaria suddivisione dell'esercito, il suo potenziale e la sua struttura interna potevano essere modificati: nella Sparta arcaica la enomotia era composta da sessanta uomini divisi in due triakas da trenta uomini; secondo Erodoto, gli Spartani schierarono cinque lochoi da 1 000 opliti ciascuno a Platea (479 a.C.); stando a Tucidide, la forza complessiva spartana si sarebbe però ridotta a circa 2 500 opliti a Mantinea (418 a.C.); nel 403 a.C. si connesse la riforma della mora, ecc.
La falange è un esempio di formazione in cui il combattimento singolo e altre forme individualistiche di battaglia venivano soppressi per il bene comune. Nei combattimenti del Medioevo ellenico descrittici nell'Iliade, le parole e le azioni degli eroi estremamente potenti, i "campioni", cambiavano le sorti della battaglia. Invece di avere eroi individuali, la guerra della Grecia classica si basava sulla comunità e sull'unità dei soldati. Con amici e familiari che spingevano da entrambe le parti e i nemici che formavano un solido muro di scudi di fronte, l'oplita aveva grande bisogno d'impegno e forza mentale ancor più che d'abilità tecnica al combattimento (seppur questa non fosse sottostimata né ignorata, come indicato nella sezione "Addestramento"). Formando un muro umano che garantiva una comune, potente corazzatura, gli opliti divennero molto più efficaci al costo di poche perdite. Gli opliti dovevano quindi essere molto disciplinati e veniva loro insegnato a essere leali e affidabili poiché dovendo affidarsi ai vicini per la reciproca protezione. La falange non poteva infatti essere più forte del suo elemento più debole e la sua efficacia dipendeva da quanto bene gli opliti riuscivano a mantenere la formazione e la posizione nella mischia. Quanto più l'esercito era disciplinato e coraggioso, tanto più era probabile che vincesse. Come si dirà, spesso gli scontri tra le póleis si risolvevano con la fuga di una delle due fazioni dopo che la loro falange aveva rotto la formazione.

### La battaglia
L'avanzata della falange (grc. ephodos) era uno dei momenti più critici. Secondo Tucidide, quasi tutti gli eserciti avevano grandi difficoltà a mantenere in ordine i loro ranghi durante l'avanzata, con la sola eccezione degli Spartani, i quali marciavano al tempo dei loro flautisti. Il momento era delicatissimo, poiché ostacoli naturali o tragitti particolarmente lunghi potevano compromettere l'ordine delle file e presentare la falange davanti al nemico disordinata o non compatta: in una delle operazioni della battaglia di Siracusa (inverno 415–414 a.C.), lo stratego siracusano Diomilo commise l'errore di far marciare la sua falange, già schierata, per 25 stadi (7-8 km), presentandola disordinata al nemico che la mandò in pezzi. Era poi spesso la paura a rompere le file della falange prima dello scontro.
Poco prima dello scontro vero e proprio, cioè della carica, si offriva un sacrificio rituale, lo sphagia: nel caso degli Spartani, si sacrificava una capra ad Artemide Agrotera. Quando i due schieramenti si trovavano a circa 3-4 stadi (poco più di mezzo km) di distanza, gli opliti intonavano il peana, l'inno sacro del dio Enialio, patrono delle battaglie. La carica vera e propria era comandata quando le due falangi si trovavano a uno stadio (180 m) di distanza e allora la prima linea degli opliti, i protostati, correvano in avanti ruggendo il loro grido di battaglia, "Eleleleu". Il segnale era dato a discrezione dello stratego che, con questa mossa, si giocava buona parte dello scontro effettivo: è noto che l'ateniese Ificrate riteneva la carica il momento culminante della battaglia e nella cosiddetta battaglia senza lacrime (368 a.C.) la carica degli Spartani fu sufficiente a mettere in fuga gli Arcadi.

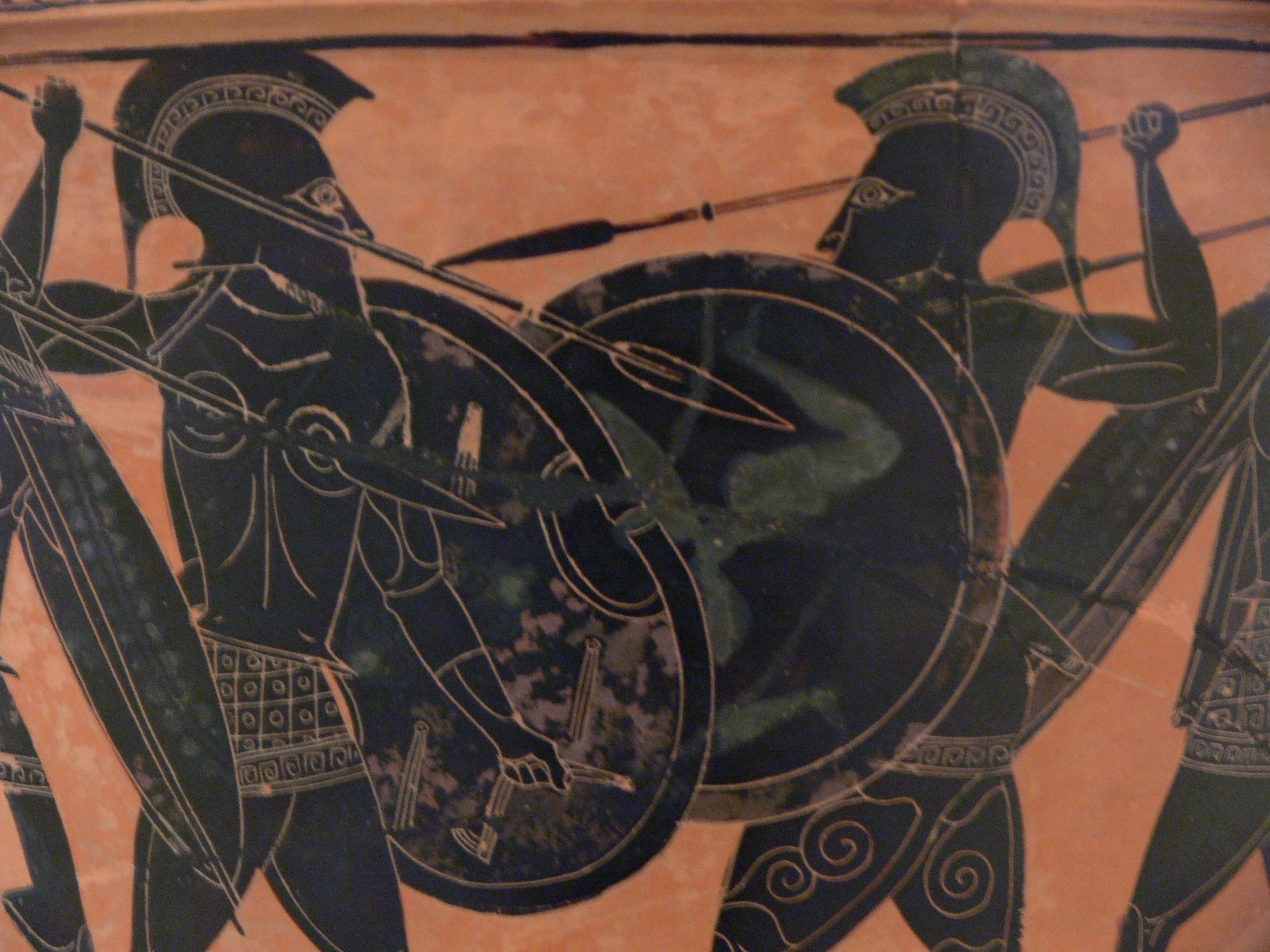
La «tempesta di lance» da un calyx attico a figure nere pre-V secolo a.C. (Museo archeologico nazionale di Atene)

Al momento dello scontro, i protostati delle due falangi s'avvicinavano alla distanza necessaria per lo scontro con la lancia, mentre arcieri, psiloi e peltasti scagliavano pietre e giavellotti da dietro le loro linee. Gli scudi si scontravano, mentre ciascun lato cercava di respingere a forza l'altro, e i protostati schermagliavano in quella che Sofocle definì la «tempesta di lance», mirando alla gola, alle cosce e all'inguine dei nemici, cercando al contempo di tenere la posizione. Quando le lance si spezzavano, eventualità assai frequente, si passava al combattimento con le spade, in una mischia via via più serrata e spesso caotica. Le file posteriori sostenevano i protostati allungando le loro lance e spingendo con la barriera dei loro scudi, delicatamente, per mantenerli stabili e sul posto, non per premerli contro il nemico. I soldati nelle retrovie, lontani dallo scontro, motivavano la prima linea, poiché la maggior parte degli opliti erano membri stretti della comunità. La rotta, durante lo scontro, era pertanto causata dalla fuga della retroguardia poiché la prima fila era letteralmente impossibilitata a ritirarsi. In certi momenti, s'impartiva alla falange o a una parte di essa il comando d'avanzata collettiva di un certo numero di passi in avanti (da mezzo passo a più passi), il famoso othismos, cosicché, avanzando, la falange utilizzava il suo peso collettivo per respingere la linea nemica e spezzarne la formazione tanto quanto il morale. Gli othismos potevano essere molteplici, ma dai resoconti degli autori greci sembra che fossero ben calcolati e orchestrati. Nel caos della mischia, specie se si considera che fino al V secolo a.C. gli opliti non avevano particolari distintivi identificativi, gli ordini venivano compresi perché gestiti da specifiche parole d'ordine che lo stratego comunicava agli opliti prima della battaglia.

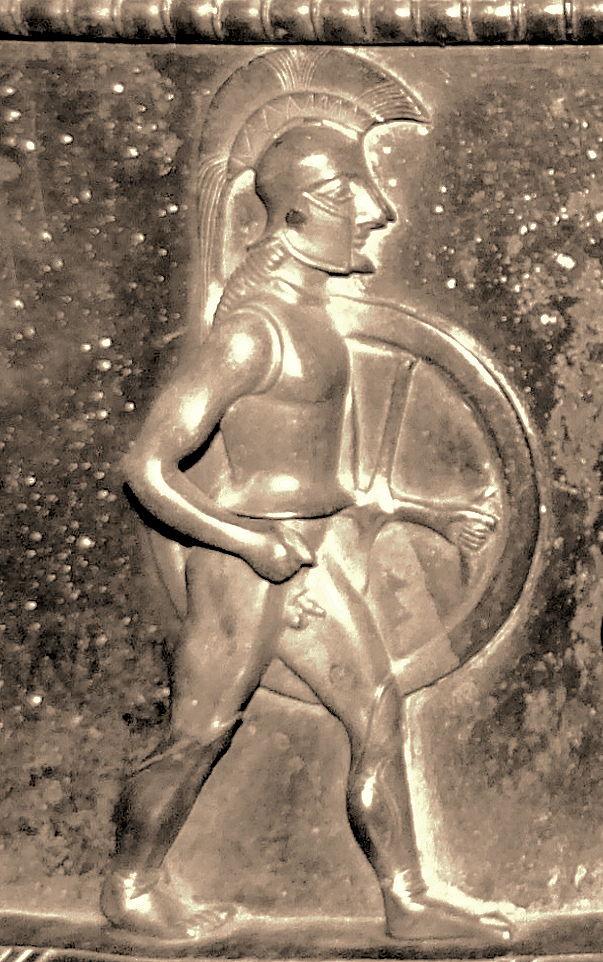
Probabile oplita spartano dal Cratere di Vix - c. 500 a.C. (Museo dei Pays Châtillonnais)

L'oplita portava lo scudo sul braccio sinistro, proteggendo sé stesso e il compagno schierato alla sua sinistra. Come riportò Plutarco nei Detti degli spartani, «un uomo portava uno scudo per il bene di tutta la linea.» Per conseguenza, gli uomini all'estrema destra della falange erano protetti solo a metà e quello appariva il punto debole dello schieramento. Risultava così ovvio attaccare il nemico sul fianco destro, tanto quanto vigilare che durante la marcia e la battaglia la falange non sbandasse troppo verso destra (poiché gli opliti cercavano di rimanere dietro lo scudo del vicino) e schierare sul fianco destro i soldati più esperti e capaci.
Una volta che una delle linee si rompeva, gli sconfitti fuggivano dal campo, talvolta inseguite da psiloi, peltasti e cavalieri, tal altra dagli opliti vittoriosi: nella battaglia delle Lunghe Mura di Corinto, parte della sopracitata guerra di Corinto, gli Argivi sconfitti si ritirarono disordinatamente dalla falange spartana che li schiacciò contro le mura e ne fece scempio. L'inseguimento eseguito dalla falange era però un'arma a doppio taglio che poteva rovesciare le sorti della battaglia, pertanto era oculatamente gestito dallo stratego (aveva, non a caso, un suo segnale di tromba). In generale, le perdite dell'esercito che rompeva i ranghi erano altissime: il 14% per gli sconfitti contro il 5% dei vincitori. Se un oplita riusciva a fuggire, era spesso costretto a disfarsi del suo ingombrante scudo, svergognandosi così agli occhi di amici e familiari (che per tutta la vita gli avrebbero ricordato tale onta) e diventando un rhipsaspis, un «lanciatore di scudo».
La visione ortodossa, per così dire, dello scontro oplitico come sopra descritto (carica → impatto → othismos → collasso → fuga) si rifà alle tesi di Hanson 1990, attualmente ritenute le più valide, laddove, nel corso degli anni novanta alcuni studiosi aveva avanzato l'ipotesi che lo scontro da falangi finisse col risolversi in un disordinato insieme di scontri individuali com'era sempre stato sin dal Medioevo ellenico. Al netto di strategia e tattica, la battaglia degli opliti aveva una sua ritualità: il suo ideale era sconfiggere il nemico, non distruggerlo.

### Gli opliti: forza statica o versatile?
Per quanto importante fosse l'unità tra i ranghi, anche l'abilità di combattimento individuale svolgeva un ruolo in battaglia. Non essendo gli scudi degli opliti interconnessi, in molti momenti della mischia gli opliti si separavano di un metro circa l'uno dall'altro, anche solo per sistemarsi lo scudo o sfoderare la spada, cosa impraticabile se i compagni li schiacciavano dai lati. Il valore individuale dell'oplita assumeva giocoforza un'importanza maggiore di quanto alcuni storici tendano a ritenere. Prova ne è la scelta di campioni individuali dopo ogni battaglia combattuta. Ciò è particolarmente evidente nel resoconto di Erodoto sulla battaglia delle Termopili ove, secondo lui, dell'intero corpo di Spartani e Tespiesi, «Si dice che lo spartano Dienece si sia dimostrato l'uomo migliore di tutti.» Anche i fratelli Alfeo e Marone furono onorati per il loro valore in battaglia. Questi sono esempi di come uno storico greco abbia attribuito importanza ad alcuni singoli soldati a conferma che, nella guerra delle falangi, l'individualità esisteva e il peso dell'addestramento del singolo nella lotta corpo a corpo non poteva né doveva essere trascurato. Molto importante in questo senso quanto emerso dagli studi inerenti la figura degli epibatai analizzati poc'anzi che rivelano la versatilità degli opliti classici e dimostrano la loro capacità di operare efficacemente al di fuori della falange, sia nelle operazioni di sbarco sia nei combattimenti sul ponte delle navi. Quando si discute della natura della guerra degli opliti è obbligatorio guardare oltre la falange come unica caratteristica distintiva del combattimento oplitico.

### Equipaggiamento
Gli opliti sono certo uno dei più celebri esempi di fanteria pesante della storia, seppur detta attestazione non sia del tutto corretta. Per essere iscritti nel rango degli opliti, infatti, era sufficiente presentarsi alla chiamata con lo scudo e lancia, non obbligatoriamente l'armatura completa.
A differenza degli opliti, altri fanti contemporanei tendevano a indossare armature relativamente leggere. I soldati persiani, storici antagonisti dei greci, erano armati con arco composito, lancia corta, spada (akinakes) o scure d'arcione (sagaris), scudo in vimine e corazza di pelle. La loro tattica consisteva nello sfiancare l'avversario con le frecce per poi sferrare il colpo finale con lance, spade e sagaris. La prima linea della fanteria persiana, la sparabara, era armata con archi, lance più lunghe e robuste (comunque più corte rispetto alle lance greche) e scudi assai più larghi e spessi (simili al palvese medievale), gli spara, da cui il nome, allo scopo di proteggere le file posteriori. La cavalleria persiana, solitamente schierata ai lati della fanteria ma comunque gestita tatticamente con mansioni molto più attive (talvolta preponderanti) rispetto a quella greca, era composta da esperti arcieri a cavallo dotati di corazza. Contro simili avversari, l'armatura più pesante (anche solo dello scudo) e le lance più lunghe garantivano ai Greci una netta superiorità nel combattimento corpo a corpo oltre a una discreta protezione contro gli attacchi a distanza.

#### Armatura

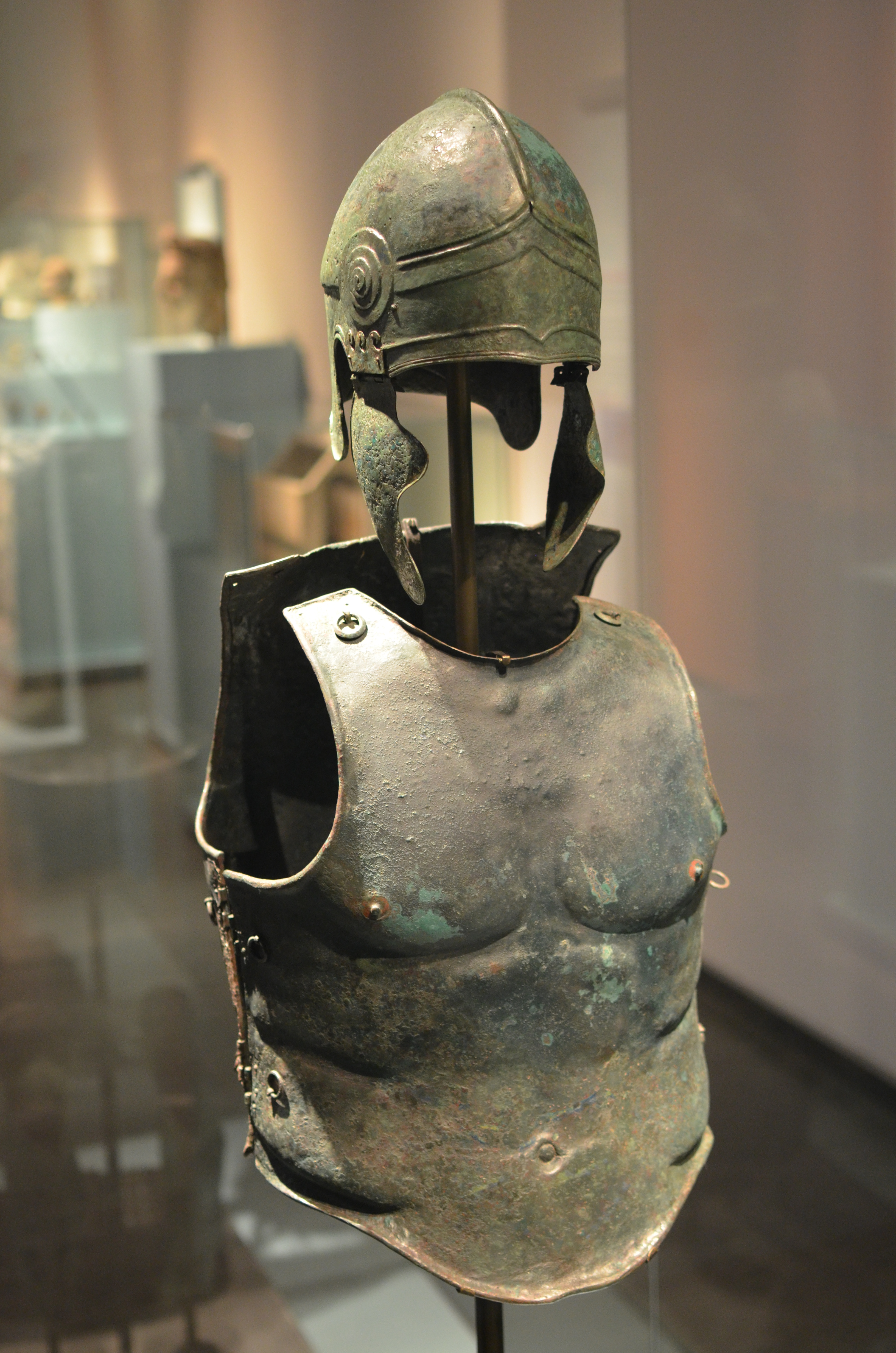
Corazza greca con elmo - 340–330 a.C. (Rijksmuseum van Oudheden)

L'oplita doveva provvedere autonomamente al proprio equipaggiamento: sappiamo, per esempio, che un decreto ateniese della fine del VI secolo a.C. imponeva ai coloni di Salamina di dotarsi d'una panoplia del valore di almeno 30 dracme. Pertanto, solo coloro che potevano permettersi tali armi combattevano come opliti. Come nell'esercito repubblicano romano, erano le classi medie a costituire il grosso della fanteria. L'equipaggiamento non era omogeneo, anche se senza dubbio nel corso del tempo e tra le città-Stato si verificarono delle tendenze nei progetti generali. Gli opliti indossavano armature personalizzate e lo scudo era decorato con gli emblemi della famiglia o del clan, anche se negli anni successivi questi furono sostituiti da simboli o monogrammi delle città-Stato. L'equipaggiamento poteva essere tramandato di generazione in generazione, poiché era costoso da produrre.
Come anticipato, l'oplita non doveva obbligatoriamente presentarsi all'adunata in armatura: era sufficiente che si presentassero armati di scudo e lancia. Quando presente, la corazza oplitica, a campana o muscolota, era formata da due pezzi, l'uno frontale a protezione del petto e del ventre, il thórax (grc. θώραξ), e l'altro posteriore a protezione della schiena, lo epibraxiōníos (grc. ἐπιβραξιωνίος), era realizzata in bronzo pieno per coloro che se lo potevano permettere. Sotto al thórax, la zona inguinale e le cosce erano protette tramite gli pteruges (in greco antico: πτέρυγες?, ptéruges, lett. "piume"), una gonnella formata da due file sovrapposte di nappe in cuoio che potevano essere appesantite da lamine di bronzo. La corazza di lino, il linothorax, fu d'uso più comune di quanto non si pensi non solo perché più economica e capace di fornire una discreta protezione pur con i suoi 0,5 cm di spessore ma anche perché la funzione più prettamente difensiva era affidata allo scudo.
L'oplita contadino-artigiano di basso ceto non poteva (né doveva) permettersi alcuna armatura e solitamente portava con sé a titolo di difesa personale solo lo scudo e, forse, un elmo, per un ingombro complessivo di circa 9 kg. Gli opliti più ricchi della classe superiore s'equipaggiavano invece con corazza, elmo di bronzo con paragnatidi (grc. κράνος, krànos), schinieri (grc. κνημίς, knēmìs) e, possibilmente, anche bracciali (grc. ἐπιπηχύον, epipēkhýon), il tutto in bronzo. L'insieme di questi elementi difensivi e delle armi era detto panoplia (grc. πανοπλία, lett. "armatura completa", da πᾶν pan "tutto" e ὅπλον hòplon "arma") e pesava, secondo le stime più recenti, 18-22 kg, 14-21 kg nel caso in cui la corazza fosse stata di lino. Nel venticinquennio 450-425 a.C., gli Spartani abbandonarono l'uso della corazza, presto imitati dagli altri greci, in funzione d'una maggiore mobilità, ma nella decade 360 a.C. la corazza tornò in uso probabilmente come effetto delle modifiche tattiche introdotte dai Tebani.
Elemento distintivo nella panoplia dell'oplita, quasi iconico, l'elmo kranos mutò sensibilmente il suo aspetto nel corso degli anni. Godettero di iniziale successo le forme dell'elmo illirico e dell'elmo corinzio, quest'ultimo forse l'elmo greco per antonomasia: copriva tutta la testa e il collo, con delle fessure per occhi e bocca. Le varianti successive furono più leggere: l'elmo calcidico, l'elmo attico e l'elmo frigio, queste ultime sviluppate in contesto magno-greco/italico. Nel corso del V secolo a.C., mentre abbandonavano la corazza, gli Spartani presero anche a utilizzare una nuova tipologia di elmo conico, chiamato "elmo pileato", con la medesima foggia del copricapo di feltro chiamato pileo. L'elmo frigio avrebbe invece avuto grande successo presso le truppe macedoni. Il kranos era spesso decorato con una, a volte più d'una, cresta di crine di cavallo e/o corna di animali (financo finte orecchie in bronzo) e poteva, come altre componenti della panoplia, essere dipinto a colori vivaci.

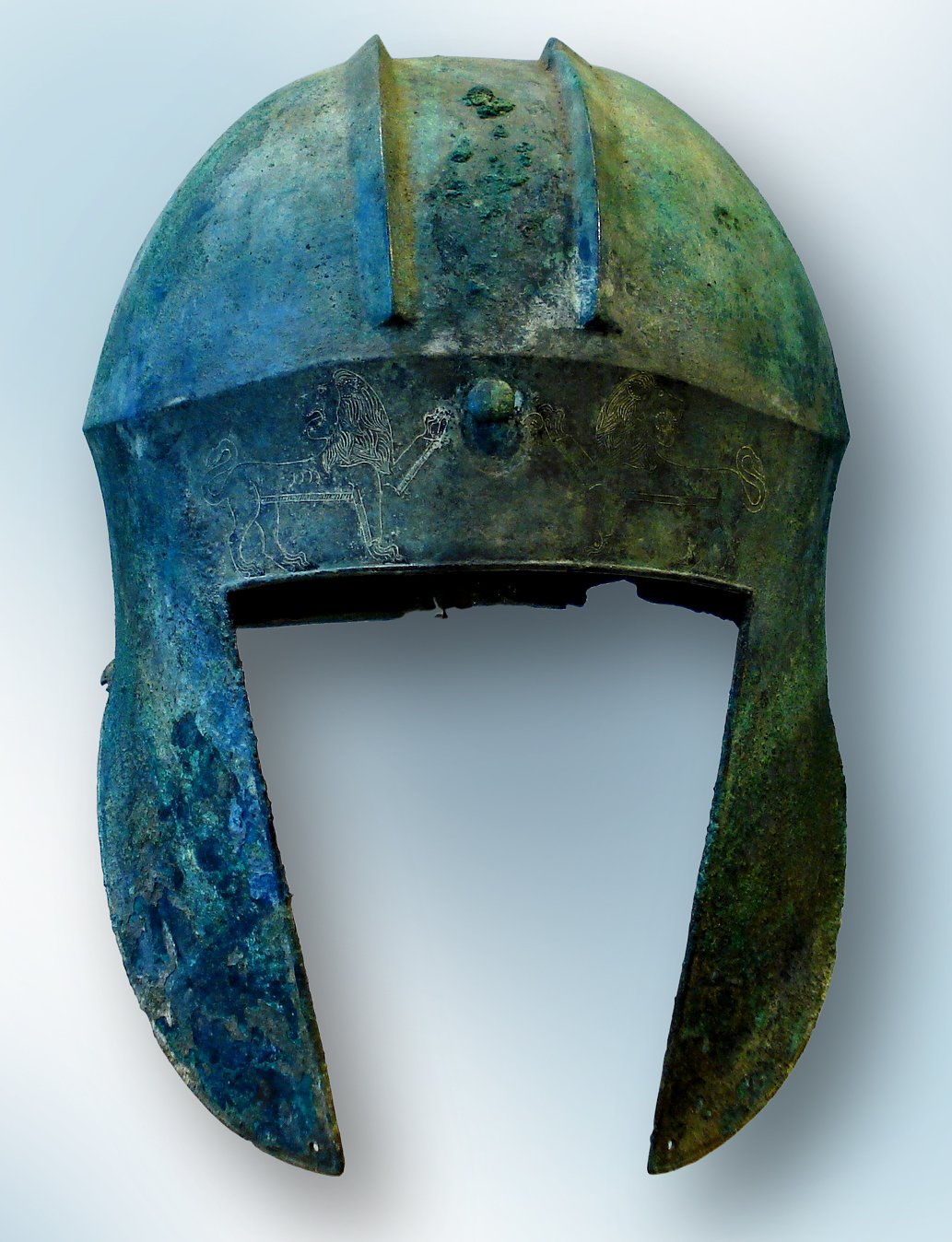
Elmo illirico - VI-V secolo a.C. (Metropolitan Museum of Art)
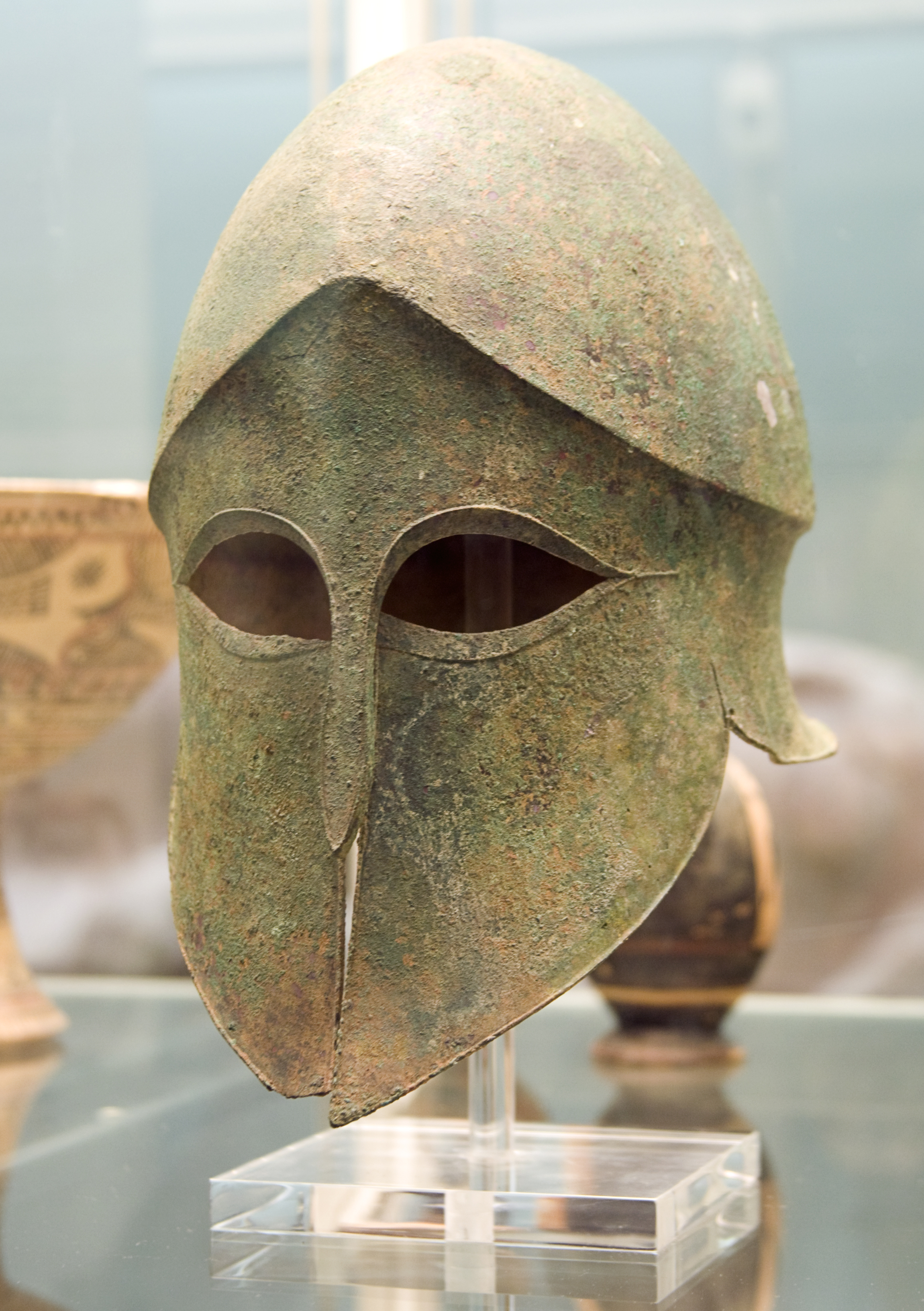
Elmo corinzio - 500 a.C. circa (British Museum)
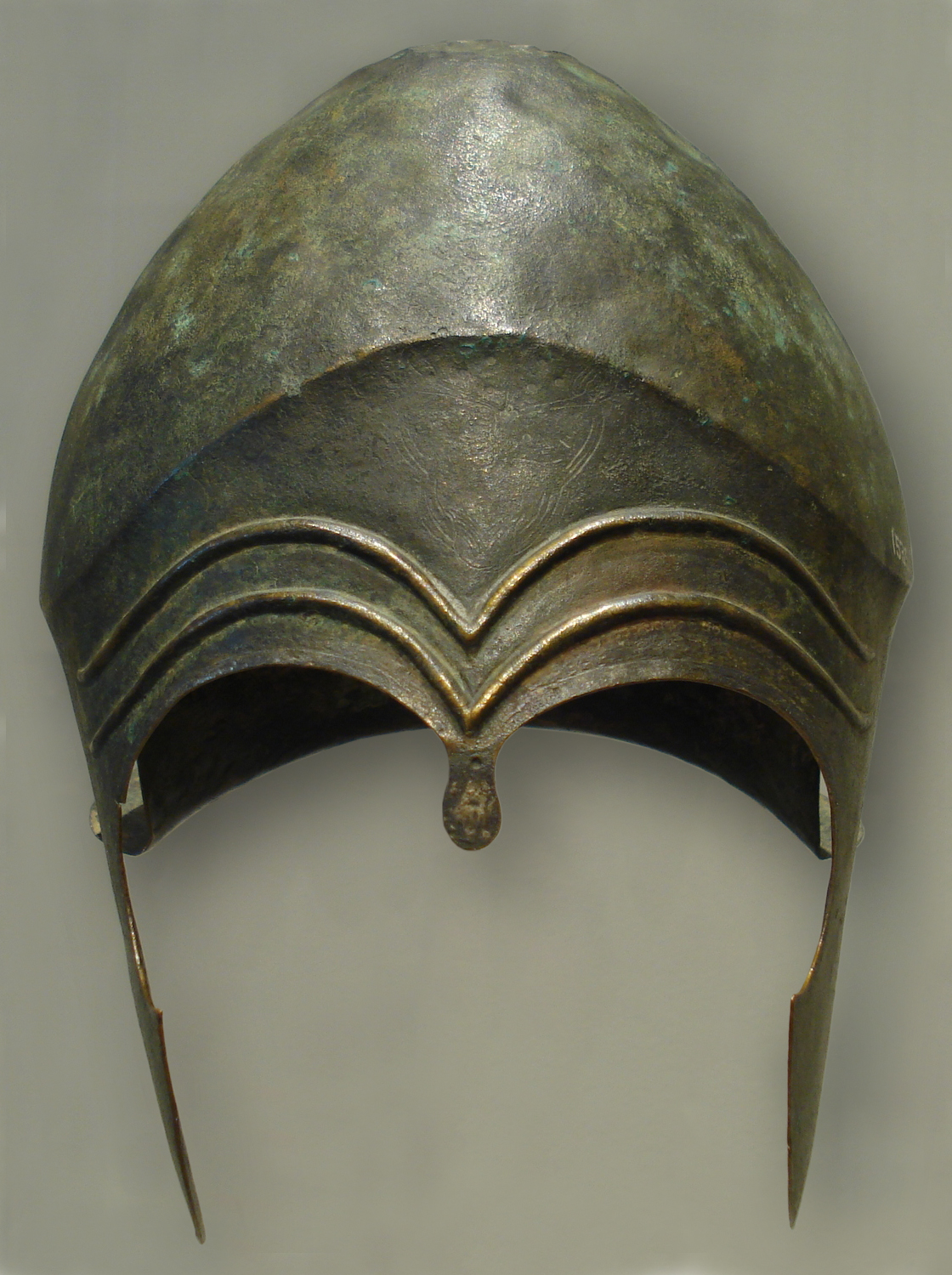
Elmo calcidico - 550-500 a.C. (Metropolitan Museum of Art)
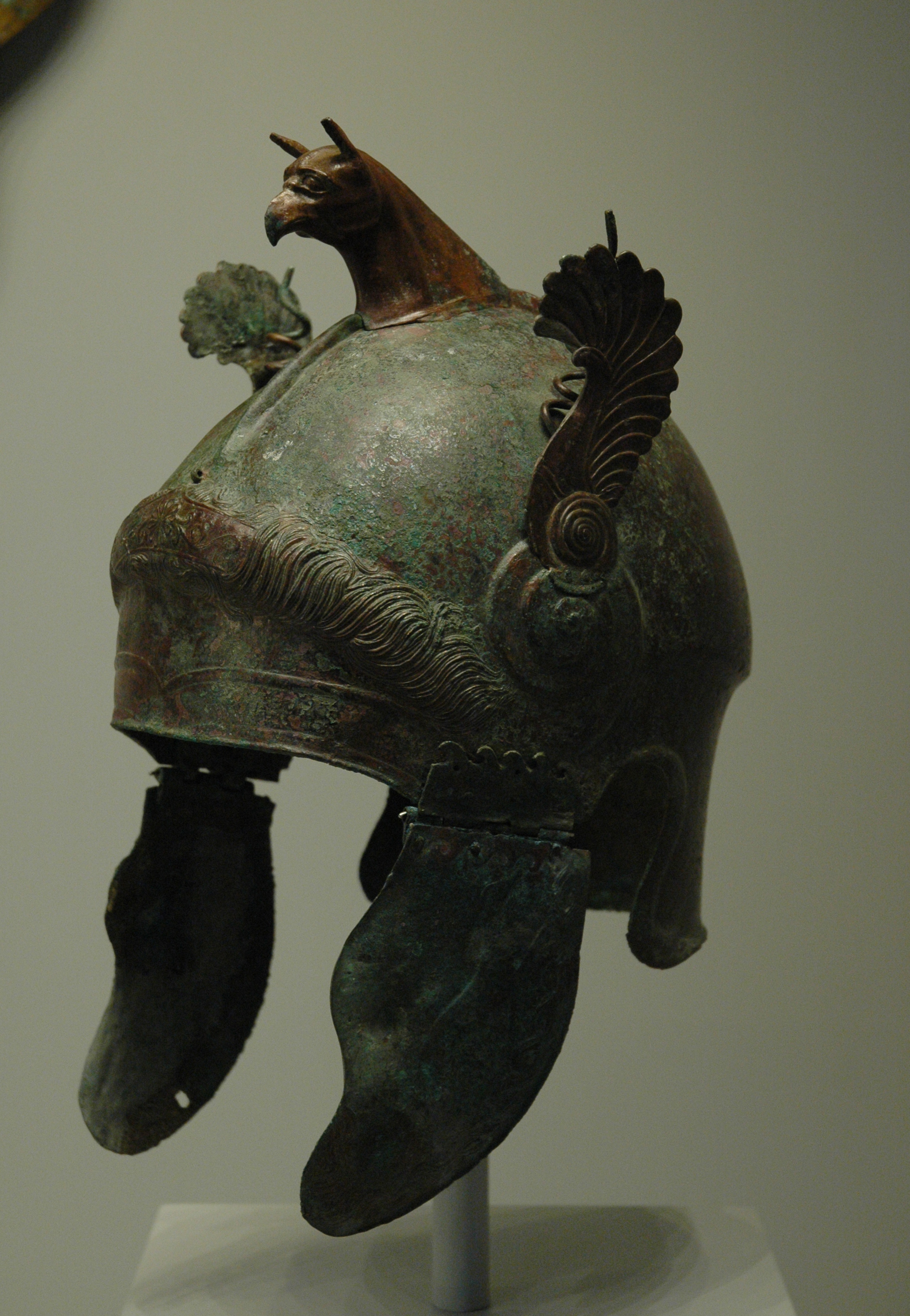
Elmo attico - 300 a.C. circa (Getty Museum)
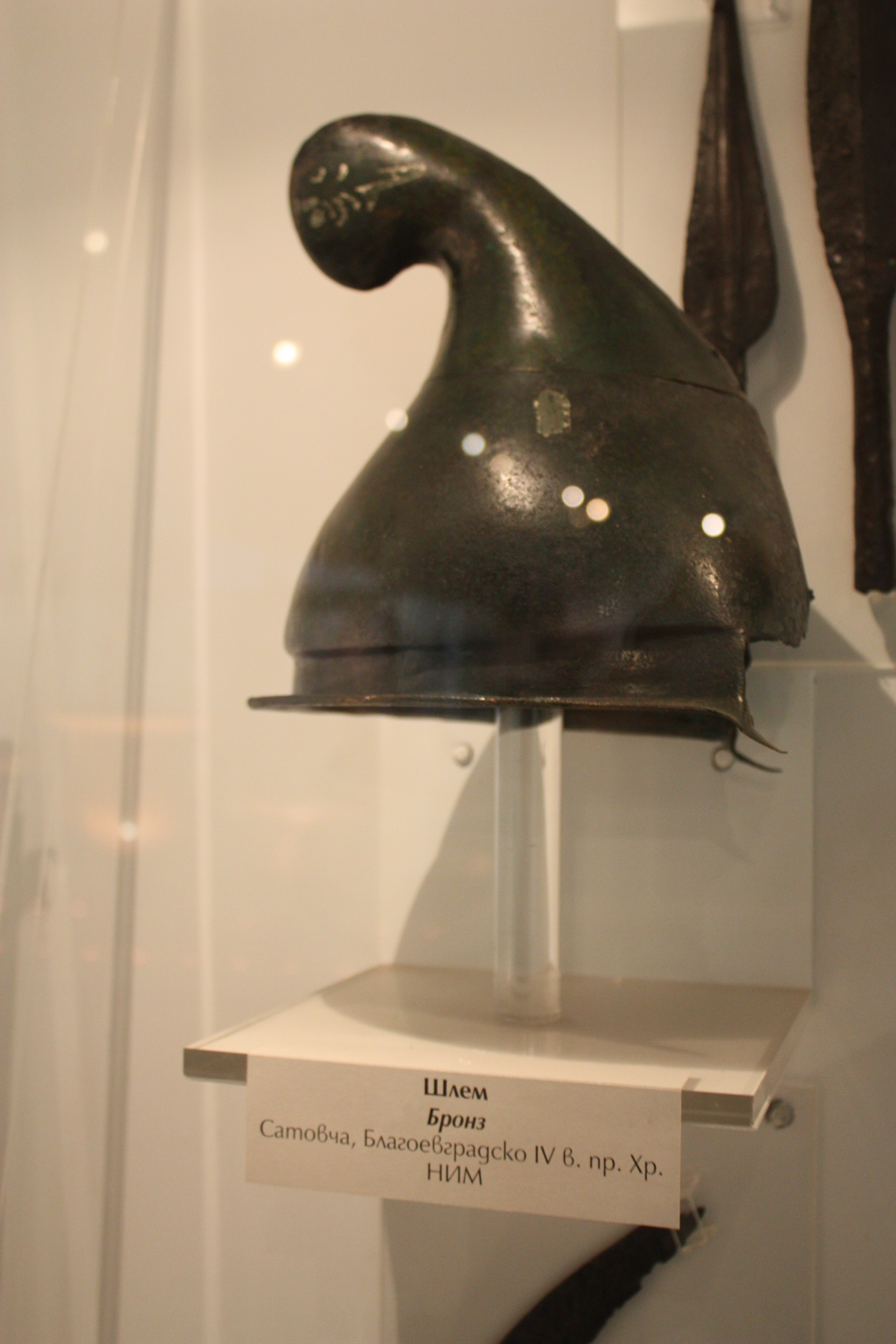
Elmo frigio - IV secolo a.C. (Museo nazionale bulgaro)

Una nota a sé merita la questione delle calzature in uso agli opliti. Gli storici dell'arte spesso sostengono che l'arte greca raffiguri i soldati scalzi per convenzione artistica. In realtà, soprattutto nel primo periodo classico, gli opliti marciavano davvero scalzi in quanto, per la maggior parte, contadini abituati a lavorare scalzi nei campi. Gli Spartani, addirittura, proibivano ai ragazzi, durante la agoghé, di indossare calzari perché temevano che i loro piedi potessero divenire troppo delicati. Stivali in lacci di cuoio erano indossati d'inverno, per proteggersi dal freddo, o per le marce/cacce attraverso terreni arbustivi.

#### Scudo

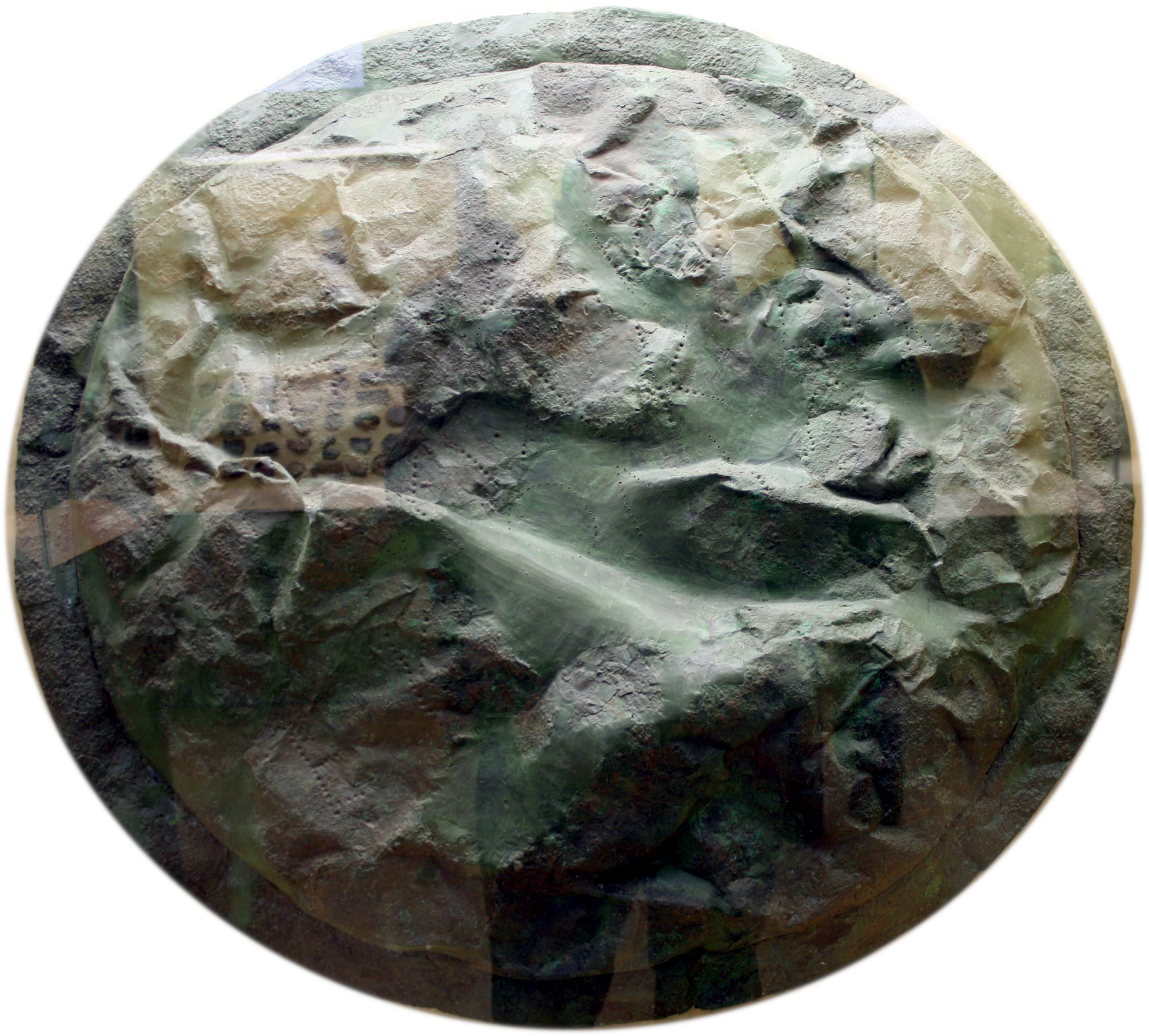
Scudo di un oplita spartano - 425 a.C. (Museo dell'Agorà antica di Atene)

Gli opliti portavano una particolare forma di scudo (gcr. aspis) chiamato scudo argivo o scudo concavo, impropriamente chiamato da taluni oplon, dal vocabolo che in greco antico: ὅπλον?, hòplon significa genericamente "arma". Lo scudo oplitico misurava 80-100 cm di diametro e pesava 6,5-8 kg. La realizzazione di questo scudo di grandi dimensioni è stata resa possibile anche dalla sua forma che consentiva di appoggiarlo sulla spalla. Lo scudo era assemblato in tre strati: lo strato centrale era fatto di legno spesso, lo strato esterno rivolto verso il nemico era di bronzo e la parte interna dello scudo era di cuoio. L'elemento distintivo dello scudo argivo era la sua impugnatura (c.d. "impugnatura argiva"): l'impugnatura vera e propria, la antilabē, era posizionata lungo il bordo ma era rinforzata da una chiusura centrale in cuoio, la porpax, che avvolgeva l'avambraccio dell'oplita; questi due punti di contatto eliminavano la possibilità che lo scudo oscillasse di lato quando colpito e, di conseguenza, i soldati raramente perdevano i loro scudi. Ciò consentiva al soldato oplita una maggiore mobilità con lo scudo, nonché la possibilità di sfruttare le sue capacità offensive e di supportare meglio la falange. Questi nuovi scudi erano l'equipaggiamento essenziale per gli opliti e li definivano: come anticipato, non tutti gli opliti avevano la panoplia completa (specialmente il costosissimo thorax in bronzo) ma tutti i soldati dotati del giusto scudo, la loro vera "arma" (grc. ὅπλον, hòplon), erano considerati opliti.
Una variante alternativa di aspis rotondo in uso in Beozia era lo scudo beotico, caratterizzato da delle rientranze circolari sui lati probabilmente sia per risparmiare sui costi di produzione sia per agevolare il passaggio delle lance degli opliti schierati nelle file posteriori.
Come anticipato, la superficie dello scudo, al pari di quella dell'eventuale corazza, era decorata con emblemi del clan, solo dal V secolo a.C. della città: gli Spartani incidevano sui loro aspis una lambda (Λ, λ); gli Ateniesi con una civetta, simbolo della loro poliade, ecc.

#### Lancia

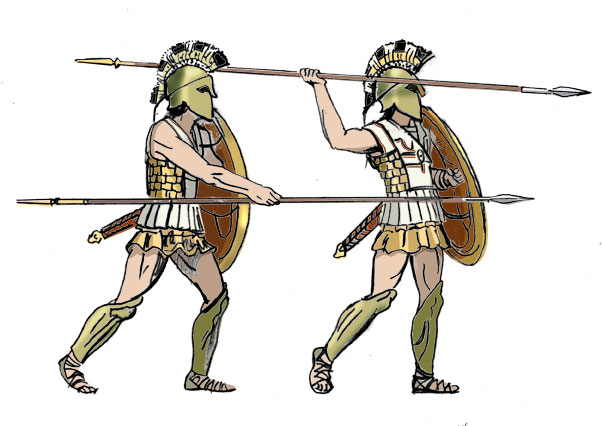
Opliti mostrati in due posizioni di attacco, sia con presa sotto-mano sia sopra-mano

L'arma offensiva principale dell'oplita era una lancia di 2,5-4,5 m, larga 2,5 cm, chiamata doru o dory. L'oplita la impugnava con la mano destra, mentre con la sinistra teneva lo scudo. La punta della lancia aveva solitamente la forma di una foglia ferrea curva, mentre la parte posteriore della lancia aveva un calzuolo o puntale-arpione di bronzo chiamato sauroter (lett. "uccisore di lucertole") utilizzato per piantare la lancia nel terreno. Trovava impiego anche come arma secondaria in caso di rottura dell'asta principale, oppure dalle retrovie per finire gli avversari caduti mentre la falange avanzava su di loro. Oltre a essere utilizzato quale arma secondaria, il sauroter serviva anche a bilanciare la lancia. L'astile della dory era realizzato in legno di frassino, leggero e robusto.

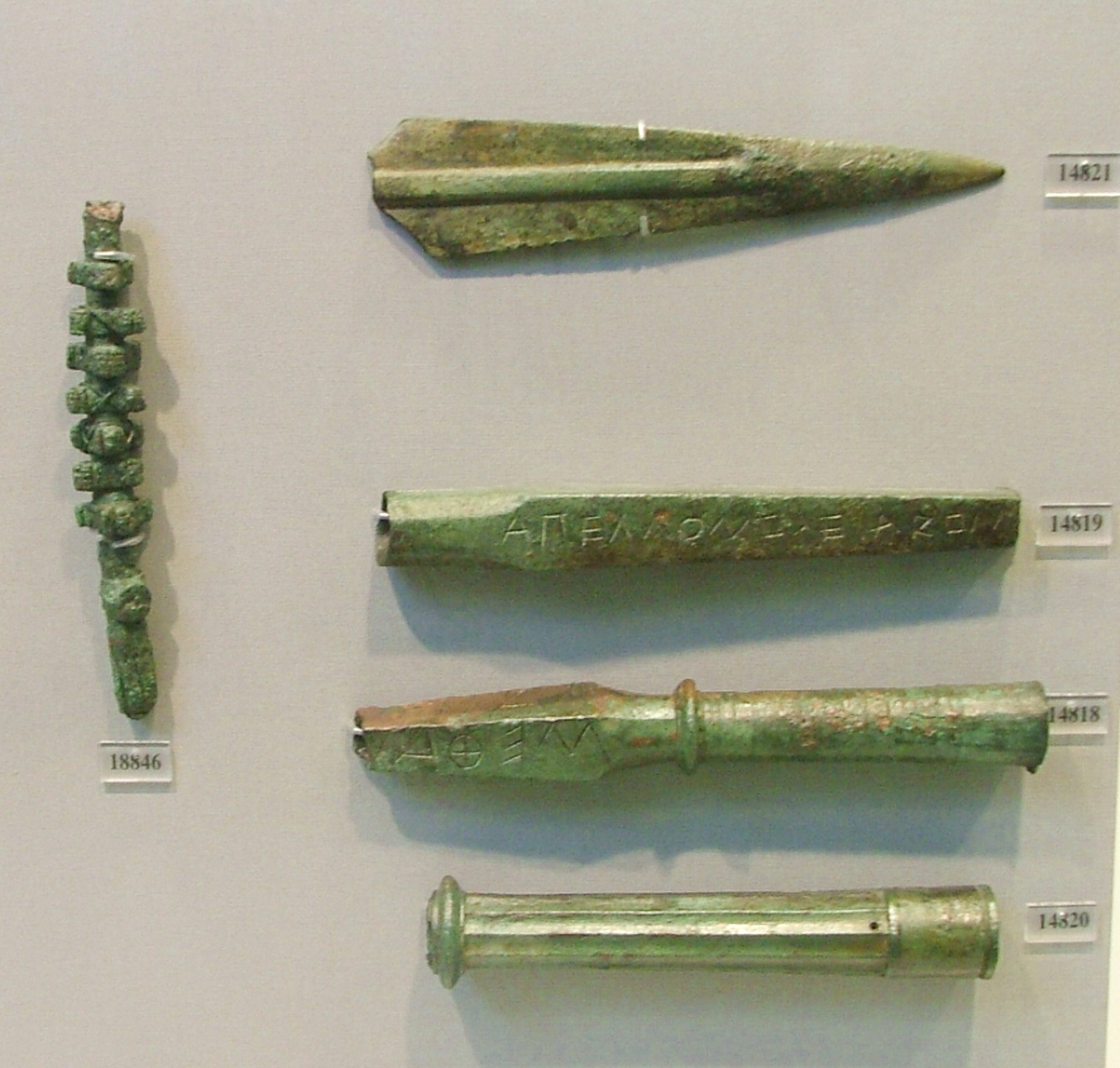
Punte di dory e sauroter - VII-V secolo a.C. (Museo storico nazionale di Atene)

È oggetto di controversia tra gli storici se l'oplita utilizzasse la lancia sopra o sotto il braccio. Di solito, i soldati tenevano le lance in posizione sottomano quando si avvicinavano, ma una volta entrati in contatto ravvicinato con l'avversario, le tenevano in posizione sopra-mano, pronte a colpire. Tenendo la presa sotto le ascelle, le spinte sarebbero state meno potenti ma più controllate, e viceversa. Sembra probabile che siano state utilizzate entrambe le mozioni, a seconda della situazione. Se era necessario un attacco, era più probabile che un movimento sopra le braccia riuscisse a sfondare la difesa avversaria. La spinta verso l'alto viene deviata più facilmente dall'armatura grazie alla sua minore leva. In difesa, il trasporto sottobraccio assorbiva maggiormente gli urti e poteva essere posizionato sotto la spalla per la massima stabilità. Un movimento sopra il braccio avrebbe consentito una combinazione più efficace di aspis e dory se il muro di scudi si fosse sgretolato, mentre il movimento sotto il braccio sarebbe stato più efficace quando lo scudo doveva essere inter-bloccato con quelli dei vicini sulla linea di battaglia. Gli opliti nelle file posteriori avrebbero quasi certamente sferrato colpi caricando. Le file posteriori tenevano le lance sottobraccio e sollevavano gli scudi verso l'alto, con angolazioni sempre più accentuate. Si trattava di una difesa efficace contro i missili, in quanto ne deviava la forza.

#### Spada
Gli opliti portavano anche una spada corta di derivazione micenea, lo xiphos (grc. ξίφος xìphos), a lama diritta e doppio taglio, ma in seguito vennero introdotte anche tipologie più lunghe e pesanti. Il fodero della spada era chiamato koleos (grc. κολεός). La spada corta era un'arma secondaria, utilizzata quando le lance si rompevano o si perdevano, oppure quando la falange si disperdeva. Lo xiphos aveva solitamente una lama lunga circa 60 cm, ridotti a 30-45 cm nel caso degli xiphos spartani, studiati per sfruttare la pressione che si verificava quando due linee di opliti si incontravano per esser conficcati attraverso i varchi del muro di scudi nell'inguine o nella gola non protetti del nemico, quando non c'era spazio per brandire una spada più lunga. Un'arma così piccola divenne particolarmente utile dopo che molti opliti avevano iniziato ad abbandonare l'armatura durante la guerra del Peloponneso.
In alternativa, gli opliti potevano portare con sé anche il kopis, un pesante coltellaccio con lama ricurva a tagliente concavo progettato per le forze di cavalleria.

### Esplicative
1. ↑  Erodoto e Tucidide utilizzano ὅπλον hóplon per indicare lo scudo, mentre Diodoro Siculo, XV, 44, 3 si riferisce allo scudo utilizzando la parola aspis (in greco antico: ἀσπίς?, aspís).
2. ↑  Tucidide, I 13.4 data al 665/664 a.C. la prima battaglia navale nella storia della Grecia, combattuta tra le flotte di Corinto e della sua colonia ribelle di Corcira.
3. ↑  Tucidide, V, 60.
«A questo punto le armate avanzarono i primi passi; gli Argivi e gli alleati si spingevano avanti con il cuore in tumulto, fremendo: gli Spartani con fredda disciplina, al suono regolato di molti flautisti, come usa tra loro, non per devozione al dio, ma perché la marcia di avvicinamento proceda misurata e composta, ad evitare lo scompiglio che suole nascere tra le file dei grandi eserciti nella fase di attacco.»
4. ↑  Il tema dell'effettivo dispiegamento degli opliti in battaglia è ancora oggetto di forte dibattito. Per un sunto delle attuali posizioni sul tema, si consulti Matthew 2012 in bibliografia.
5. ↑  Gli pteruges potevano in realtà essere agganciati alla thórax non solo nella parte inguinale ma anche in altre scoperte, come le spalle, come riportato in Senofonte, Anabasi, IV, 7, 15.
6. ↑  È opportuno ricordare che il l'impugnatura a due punti non fu invenzione rivoluzionaria dei Greci né sviluppata appositamente per la falange. Altri scudi già nell'età del bronzo si affidavano, per questioni di peso, a un'impugnatura a due punti ma non per questo i popoli che li utilizzavano (per esempio il Nuovo Regno egizio o l'Impero neo-assiro), pur usi a schierare la loro fanteria in formazione compatta, arrivarono mai a sviluppare una formazione equivalente alla falange oplitica della Grecia classica, come approfondito in Snodgrass 1965, pp. 111-113.

### Bibliografiche
1. ↑  Ill. in (EN) Elmer May [et al.] (a cura di), Classical Warfare: The Age of the Greek Hoplite, Ancient and Medieval Warfare: The History of the Strategies, Tactics, and Leadership of Classical Warfare, New Jersey, Avery Publishing Group, 1984,  p. 3, ISBN 0-89529-262-9.
2. 1 2 3  Snodgrass 1965, p. 110.
3. 1 2 3  (EN) Robin Lane Fox, The Classical World: An Epic History from Homer to Hadrian, Basic Books, 30 ottobre 2006, ISBN 0-465-02496-3.
4. 1 2  de Souza 2010b, p. 25.
5. 1 2  de Souza 2010b, p. 24.
6. 1 2   Oplite, in Treccani.it – Vocabolario Treccani on line, Roma, Istituto dell'Enciclopedia Italiana. URL consultato il 2 ottobre 2024.
7. ↑  (EN) Richard T. Neer, Art & Archaeology of the Greek World: A New History, C. 2500-c. 150 BC, Thames & Hudson, 2012,  p. 95, ISBN 9780500288771, OCLC 745332893.
8. ↑  (EN) Azar Gat, War in Human Civilization, Oxford University Press, 2006,  pp. 295-98, ISBN 978-0199236633.
9. ↑  (EN) Lawrence A. Tritle, Phocion the Good (Routledge Revivals), Routledge, 23 giugno 2014,  pp. 77-8, ISBN 978-1-317-75050-5.
10. ↑  (EN) Daniel J. Geagan, Inscriptions: The Dedicatory Monuments, American School of Classical Studies at Athens, 9 settembre 2011,  p. 94, ISBN 978-1-62139-001-5.
11. 1 2  Heckel e Jones 2010, pp. 12-13.
12. 1 2 3 4  (EN) Μ.Β. Sakellariou, The Polis-State Definition And Origin (PDF), ΜΕΛΕΤΗΜΑΤΑ 4, Athens, Research Centre for Greek and Roman Antiquity National Hellenic Research Foundation, 1989.
13. 1 2 3 4  (EN) Eric Voegelin, The World of the Polis, Order and History, vol. 2., Louisiana State University Press, 1957.
14. ↑   Laura Buccino, I caratteri generali della colonizzazione greca in Occidente, in Il mondo dell'archeologia, Roma, Istituto dell'Enciclopedia Italiana, 2004. URL consultato il 10 aprile 2024.
15. ↑   Laura Buccino, I Greci in Asia, in Il Mondo dell'Archeologia, Roma, Istituto dell'Enciclopedia Italiana, 2004. URL consultato il 29 marzo 2016.
16. ↑  Connoly 1988, p. 37.
17. ↑  Krentz 2002, p. 23.
18. ↑  (EN) F. Zafeiropoulou e A. Agelarakis, Warriors of Paros, in Archaeology, n. 58, 2005,  pp. 30-35.
19. ↑  Kagan e Viggiano 2013b, p. 8.
20. ↑  Snodgrass 1965.
21. ↑  Snodgrass 1967.
22. ↑  Snodgrass 2013.
23. ↑  Cartledge 1977.
24. ↑  Hanson 1990.
25. ↑  (EN) Richard Neer, Greek art and archaeology : a new history, c. 2500-c. 150 BCE, 2012, ISBN 9780500288771, OCLC 745332893.
26. ↑  Frammenti dei lirici greci#Tirteo.
27. ↑  Van Wees 2000.
28. ↑  Van Wees 2013.
29. ↑  Sekunda 2011, pp. 38-39.
30. ↑  Hanson 1990, cap. 5. Fonti per la ricerca.
31. 1 2 3 4  Sekunda 2011, pp. 42-44.
32. 1 2 3 4  Hanson 1998.
33. ↑  Pausania, IV, 1-13.
34. ↑  Tucidide, I.15.
35. ↑  (DE) V. Parker, Untersuchungen zum Lelantischen Krieg, Stoccarda, 1997.
36. ↑  Pausania, IV, 14-24.
37. ↑  Levi 1974, p. 65.
38. ↑   Giulio Giannelli, La data e le conseguenze della battaglia di Aricia, in Ricerche Barbagallo, vol. I, Napoli, 1970,  p. 391 ss..
39. ↑  (GRC) Dionigi di Alicarnasso, Antichità romane, VII, 2.
40. ↑  Erodoto, VI, 101.
41. ↑  (EN) Alexander K. Nefiodkin, On the Origin of the Scythed Chariots, in Historia: Zeitschrift für Alte Geschichte, vol. 53, n. 3, 2004,  pp. 371-378.
42. ↑  Krentz 2002, pp. 34 e ss.
43. ↑  Fields 2011b, pp. 60-65.
44. ↑  Fields 2011b, pp. 20-30.
45. ↑  Fields 2011b, p. 56.
46. 1 2 3  Sekunda 2010, p. 34.
47. 1 2  Sekunda 2010, p. 36.
48. ↑  (GRC) Platone, Simposio,  pp. 219e–221b.
49. ↑  (GRC) Diogene Laerzio, Vite e dottrine dei filosofi illustri, X.
50. 1 2 3  Senofonte, Costituzione degli Spartani, XIII, 5.
51. 1 2  (GRC) Senofonte, Costituzione degli Spartani, IV secolo a.C..
52. ↑  Sekunda 2010, p. 7.
53. 1 2  Sekunda 2010, pp. 18-19 e 21.
54. ↑  Sekunda 2010, p. 8.
55. ↑  Sekunda 2010, p. 57.
56. ↑  Tucidide, V, 71.
57. ↑  Herzogenrath-Amelung 2017, pp. 50-57.
58. ↑  (EN) Miriam A. Valdés Guía, Thētes epibatai in Fifth-Century Athens, in Revue des études anciennes, n. 124, 2022,  pp. 351-377.
59. ↑  Herzogenrath-Amelung 2017, p. 45.
60. ↑  Herzogenrath-Amelung 2017, p. 47.
61. ↑  Erodoto, VI, 16.
62. ↑  Fields 2011, pp. 14 e 17.
63. ↑  Senofonte, Elleniche, VII, 1, 12.
64. ↑  Herzogenrath-Amelung 2017, pp. 47-48.
65. ↑  Herzogenrath-Amelung 2017, pp. 57-59.
66. ↑  Herzogenrath-Amelung 2017, pp. 59-61.
67. ↑  (GRC) Eschilo, I Persiani,  pp. 454-464.
68. ↑  Plutarco, Vite parallele, Cimone, 12.5-13.2.
69. ↑  Tucidide, I, 49, 3.
70. ↑  Senofonte, Elleniche, V, 1, 21.
71. ↑  Senofonte, Elleniche, IV, 5, 11-18.
72. ↑  Tucidide, IV, 90-96.
73. ↑  Rockwell 2008, cap. 1 e 5.
74. 1 2  Diodoro Siculo, XV, 56.
75. ↑  Diodoro Siculo, XV, 84, 3-4.
76. 1 2  Senofonte, Elleniche, VII, 5, 26-27.
77. ↑  (GRC) Ateneo di Naucrati, Dipnosofisti, II secolo.
78. ↑  Polieno, II, 5.
79. ↑  Plutarco, Vite parallele, 8. Pelopida e Marco Claudio Marcello, 18.
80. ↑  Plutarco, Vite parallele, 8. Pelopida e Marco Claudio Marcello, 17, 1-5.
81. 1 2  (EN) Herbert W. Parke, Greek Mercenary Soldiers: From the Earliest Times to the Battle of Ipsus, Oxford, Clarendon Press, 1970.
82. ↑  Snodgrass 1965, pp. 116-119.
83. ↑   Giuseppe Cascarino, II La riforma serviana e l'esercito oplitico (570–350 A.C.), in L'esercito romano. Armamento e organizzazione : Vol. I - Dalle origini alla fine della repubblica, Rimini, Il Cerchio, 2007,  pp. 33-72, ISBN 88-8474-146-7.
84. ↑  Snodgrass 1965, pp. 119-120.
85. ↑   Giuseppe Cascarino, III L'esercito manipolare (350–107 A.C.), in L'esercito romano. Armamento e organizzazione : Vol. I - Dalle origini alla fine della repubblica, Rimini, Il Cerchio, 2007,  pp. 73-100, ISBN 88-8474-146-7.
86. ↑  Plutarco, Vite parallele, 11. Pirro e Gaio Mario, 15.
87. ↑  Polibio, VI, 18, 26 descrivendo la battaglia di Eraclea (280 a.C.) cita espressamente il confronto tra la falange oplitica tarentina e la fanteria romana ormai organizzata su base manipolare.
88. ↑  Plutarco, Vite parallele, 7. Timoleonte e Lucio Emilio Paolo, 25-29.
89. ↑  Polibio, I, 33, 5, 7.
90. ↑  (GRC) Senofonte, Anabasi, IV secolo a.C..
91. ↑  (EN) Nicholas G.L. Hammond, The Battle between Philip and Bardylis, in Antichthon, vol. 23, Cambridge University Press, 1989,  pp. 1-9.
92. ↑  Heckel e Jones 2010, p. 8.
93. ↑  Sekunda 2011b, p. 11.
94. ↑  Sekunda 2011b, pp. 47-48.
95. ↑   Carlo Arrigo Pedretti, Gli Ipaspisti di Alessandro, in Panoplia, vol. 17-18, 1994,  pp. 45-48.
96. ↑  Sekunda 2011b, pp. 49-50.
97. ↑  Heckel e Jones 2010, pp. 38-48 e 57.
98. ↑  Sekunda 2011b, pp. 53-54.
99. ↑  Sekunda 2011b, pp. 12 e 28-30.
100. ↑  Sekunda 2011b, p. 30.
101. ↑  Sekunda 2011b, pp. 32-34.
102. ↑  Heckel e Jones 2010, pp. 39 e 57.
103. ↑  (EN) Christelle Fischer-Bovet, Egyptian warriors: the Machimoi of Herodotus and the Ptolemaic Army, in The Classical Quarterly, vol. 63, n. 1, 2013,  pp. 209-236, DOI:10.1017/S000983881200064X.
104. ↑  (EN) Nick Sekunda, Seleucid and Ptolemaic Reformed Armies 168-145 BC, 2. The Ptolemaic Army, Montvert Publications, 1995, ISBN 1874101035.
105. ↑  Connoly 1988, p. 77.
106. ↑  (EN) Duncan Head, Armies of the Macedonian and Punic Wars 359 BC to 146 BC (PDF), Wargame Research Group Publication, 1982.
107. ↑  Sekunda 1995, p. 80.
108. ↑  (EN) Bezalel Bar-Kochva, The Seleucid Army: Organization and Tactics in the Great Campaigns, Cambridge University Press, 1976, ISBN 0-521-20667-7.
109. ↑  (EN) Nick Sekunda, Seleucid and Ptolemaic Reformed Armies 168-145 BC, 2. The Seleucid Army, Montvert Publications, 1994, ISBN 1874101027.
110. ↑  Sekunda 2011, p. 39.
111. ↑  (GRC) Aristotele, 1279b4, 1294a-b, 1295a-1297b, in Politica, IV secolo a.C..
112. ↑  Fields 2011b, p. 54.
113. ↑  Sekunda 2011, p. 9.
114. ↑  Sekunda 2011, p. 41.
115. 1 2 3 4  Sekunda 2011, p. 21.
116. 1 2  Sekunda 2011, p. 10.
117. ↑  Plutarco, Vite parallele, 16. Agesilao e Pompeo.
118. ↑  Sekunda 2011, p. 23.
119. ↑  (DE) Eberhard Ruschenbusch, Die Bevölkerungszahl Griechslands im 5. und 4. Jhs, in Zeitschrift für Papyrologie und Epigraphik, vol. 56, 1984,  pp. 55-57..
120. ↑  (DE) Eberhard Ruschenbusch, Ein Beitrag zur Leiturgie und zur Eisphora: Die Höhe des Vermögens, das die Pflicht zur Leistung einer Leiturgie und zur Zahlung der Eisphora begründete, vol. 59, 1985,  pp. 253-263.
121. ↑  Fields 2011b, p. 52.
122. ↑  Erodoto, IX, 28, 3.
123. ↑  Senofonte, Elleniche, IV, 2, 17.
124. ↑  Senofonte, Elleniche, IV, 2, 16.
125. ↑  Sekunda 2011, pp. 10-11.
126. 1 2  Sekunda 2011, p. 13.
127. ↑  Sekunda 2011, pp. 14 e 33.
128. ↑  (GRC) Platone, Lachete, IV secolo a.C.,  p. 182A.
129. 1 2  Sekunda 2010, pp. 13-16.
130. 1 2  Hanson 1990, p. 124.
131. 1 2  (GRC) Senofonte, 8.34-35, in Simposio.
132. ↑  (GRC) Ateneo di Naucrati, XIII: Riguardo alle donne, in Deipnosophistai.
133. ↑  (GRC) Platone, Simposio,  pp. 178e–179a.
134. ↑  Plutarco, Vite parallele, 8. Pelopida e Marco Claudio Marcello, 18.2; discusso da Dover 1985, p. 192 e Crompton 2003, p. 74.
135. ↑  (EN) David Leitao, The legend of the Theban Band, in M. Craven Nussbaum e J. Sihvola (a cura di), The Sleep of Reason: Erotic Experience and Sexual Ethics in Ancient Greece and Rome, Chicago University Press, 2002,  p. 149.
136. ↑  Sekunda 2011, pp. 12-13.
137. ↑   Kenneth Dover, L'omosessualità nella Grecia antica, Torino, Einaudi, 1985  [1978], ISBN 88-06-58164-3.
138. ↑  (EN) Louis Crompton, Homosexuality and Civilization, Harvard University Press, 2003.
139. ↑  (EN) Thomas F. Scanlon, The Dispersion of Pederasty and the Athletic Revolution in Sixth-Century BC Greece, in B.C. Verstraete e V. Provencal (a cura di), Same-Sex Desire and Love in Greco-Roman Antiquity and in the Classical Tradition of the West, Harrington Park Press, 2005,  pp. 64-70.
140. ↑  Sekunda 2010, p. 13.
141. ↑  (GRC) Claudio Eliano, III.10, in Ποικίλη ἱστορία [Varia historia].
142. ↑  Sekunda 2011, p. 22.
143. ↑  Sekunda 2011, p. 25.
144. ↑  (EN) Lyn Dore, Fields of Conflict: Progress and Prospect in Battlefield Archaeology, David Brown Book Co., 2001,  pp. 285-286, ISBN 978-1-84171-249-9 (archiviato dall'url originale il 25 febbraio 2012).
145. 1 2  Erodoto, VII, 211-225.
146. ↑  Hanson 1995, p. 277.
147. ↑  (EN) Thomas Nelson Winter, The Place of Archery in Greek Warfare, in Faculty Publications, Classics and Religious Studies Department, n. 9, University of Nebraska-Lincoln, 1990.
148. ↑  Hanson 1990, cap. 9. Il generale e i suoi soldati.
149. ↑  Cascarino 2007, p. 68.
150. ↑  Hanson 1990, cap. 1. Oggetti comuni e gente comune.
151. 1 2 3  Matthew 2012, cap. 14 Conclusion: the Nature of Hoplite Combat.
152. ↑  Cascarino 2007, p. 61.
153. 1 2 3  Sekunda 2011, p. 17.
154. ↑  Erodoto, IX, 10.
155. ↑  Tucidide, V, 68, 2.
156. ↑  Sekunda 2011, p. 14.
157. 1 2 3  Sekunda 2011, p. 29.
158. ↑  Senofonte, Elleniche, II, 2, 18.
159. ↑  Tucidide, V, 70.
160. ↑  Tucidide, VI, 97, 3-4.
161. ↑  Senofonte, Elleniche, IV, 2, 20.
162. ↑  Senofonte, Elleniche, IV, 3, 17.
163. ↑  (GRC) Aristofane, Gli uccelli, 414 a.C..
164. ↑  Polieno, III, 9, 26.
165. ↑  Senofonte, Elleniche, VII, 1, 31, 3.
166. 1 2  (GRC) Sofocle, Antigone, 422 a.C.,  p. 670.
167. ↑  Tucidide, IV, 96, 2.
168. ↑  Sekunda 2011, pp. 33-34.
169. ↑  Goldsworthy 1997.
170. ↑  Krentz 2013, p. 143 e s.
171. ↑  Matthew 2012, cap. 13 The Hoplite Battle: Contact, Othismos, Breakthrough and Rout.
172. ↑  Sekunda 2011, pp. 26 e 33.
173. ↑  (EN) Charles Freeman, Egypt, Greece, and Rome: Civilizations of the Ancient Mediterranean, Oxford University Press, 2014,  p. 154, ISBN 9780199651917.
174. ↑  Plutarco, Moralia, Detti degli spartani.
175. ↑  Kagan e Viggiano 2013b, p. 10.
176. ↑  Hanson 1991, p. 303.
177. ↑  Senofonte, Elleniche, IV, 4, 11, 2.
178. ↑  Senofonte, Anabasi, I, 8, 19.
179. ↑  (EN) Peter Krentz, Casualties in Hoplite Battles, in Greek, Roman and Bizantine Studies, vol. 26, 1985,  pp. 13-20.
180. ↑  (EN) Henry Liddell e Robert Scott, A Greek-English Lexicon, 1940..
181. ↑  Sekunda 2011, p. 34.
182. ↑  Kagan e Viggiano 2013b.
183. ↑  Fields 2011b, 55.
184. ↑  (EN) Robin Waterfield, Creators, Conquerors, and Citizens : A History of Ancient Greece, Oxford University Press, 2018.
185. ↑  Erodoto, VII, 226.
186. ↑  Per approfondimenti, si rimanda ad Herzogenrath-Amelung 2017 ed alla relativa bibliografia.
187. 1 2 3  Sekunda 2011, p. 15.
188. 1 2  (EN) Michael M. Sage, Warfare in Ancient Greece: A Sourcebook, Routledge, 1996,  p. 281.
189. 1 2  Sekunda 2010, pp. 30-33.
190. ↑  Lazenby 1993, pp. 23-29.
191. ↑  Fields 2010, pp. 44-46.
192. ↑  Fields 2010, p. 40.
193. ↑  Lazenby 1993, p. 232.
194. ↑  Fields 2010, pp. 41-43.
195. ↑  Lazenby 1993, p. 256.
196. ↑  Snodgrass 1965, p. 114.
197. ↑  Jackson 1991, p. 229.
198. ↑  Plutarco, Moralia, 241F, 17.
199. ↑  Sekunda 2010, pp. 33-34.
200. ↑  Krentz 2013, p. 149.
201. 1 2  (EN) Dennis Fink, The Battle of Marathon in Scholarship: Research, Theories and Controversies Since 1850, ill., McFarland, 2014,  p. 32, ISBN 9780786479733.
202. ↑  Krentz 2013, p. 135.
203. ↑  Sekunda 2010, p. 35.
204. ↑  Sekunda 2011, p. 16.
205. ↑  Senofonte, Costituzione degli Spartani, II, 3.
206. ↑  Sekunda 2010, p. 26.
207. ↑  Rockwell 2008, pp. 13-13 e 142.
208. ↑  Sekunda 2011, p. 33.
209. ↑  Sekunda 2011, p. 32.
210. ↑  Sekunda 2010, p. 30.
211. 1 2  Sekunda 2011, pp. 17-19.
212. ↑  Krentz 2013, pp. 141-142.
213. ↑  (EN) G. H. Smith, A Manual Of Grecian Antiquities: Being A Compendious Account Of The Manners And Customs Of The Ancient Greeks, Kessinger Publishing, 2010  [1832],  p. 170, ISBN 978-1164537380.
214. 1 2  Sekunda 2011, p. 20.
215. ↑  (GRC) Senofonte, XII, 11, in Sull'equitazione.

### Fonti
- (GRC) Asclepiodoto, Ἀσκληπιοδότου φιλοσόφου τακτικὰ κεφάλαια [Tattica], I secolo a.C..
- (GRC) Diodoro Siculo, Βιβλιοθήκη Ἱστορική [Biblioteca storica], I secolo a.C..
- (GRC) Erodoto, Ἱστορίαι [Storie], 440–429 a.C..
- (GRC) Pausania il Periegeta, Ἑλλάδος περιήγησις [Periegesi della Grecia], II secolo.
- (GRC) Plutarco, Ἠθικά [Moralia], I secolo.
- (GRC) Plutarco, Βίοι Παράλληλοι [Vite parallele], fine I-inizio II secolo.
- (GRC) Polibio, Ἱστορίαι [Storie], II secolo a.C..
- (GRC) Polieno, Στρατηγήματα [Stratagemmi], II secolo.
- (GRC) Tucidide, Περὶ τοῦ Πελοποννησίου πoλέμου [Storie], V secolo a.C..
- (GRC) Senofonte, Ἑλληνικά [Elleniche], post-361 a.C..

### Studi
In italiano
- Giovanni Brizzi, Il guerriero, l'oplita, il legionario. Gli eserciti nel mondo classico, Bologna, Il mulino, 2002, ISBN 88-15-08907-1.
- Nic Fields, Guerra sul mare, illustrazioni di Peter Bull [et al.], Osprey Publishing, 2011  [2009].
- Nic Fields, Le città stato fortificate, illustrazioni di Brian Delf, Osprey Publishing, 2011  [2006].
- Nic Fields, Termopili, la resistenza dei 300, illustrazioni di Steve Noon, Osprey Publishing, 2010  [2007].
- Victor Davis Hanson, Una guerra diversa da tutte le altre. Come Atene e Sparta combattevano nel Peloponneso, traduzione di Roberto Merlini, Mondadori, 2018  [2005], ISBN 9788852086694.
- Victor Davis Hanson, L'arte occidentale della guerra : descrizione di una battaglia nella Grecia Classica, traduzione di Davide Panzeri, introduzione di John Keegan, Mondadori, 1990  [1989].
- Waldemar Heckel e Ryan Jones, Guerrieri macedoni, illustrazioni di Christa Hook, Osprey Publishing, 2010  [2006].
- Nicholas Sekunda, Opliti, guerrieri da leggenda, illustrazioni di Adam Hook, Osprey Publishing, 2011  [2000].
- Nicholas Sekunda, L'esercito di Alessandro, illustrazioni di Briand Duff [et al.], Osprey Publishing, 2011  [1984].
- Nicholas Sekunda, Guerrieri spartani, illustrazioni di Richard Hook, Osprey Publishing, 2010  [1998].

In altre lingue
- (EN) J.K. Anderson, 1. Hoplite Weapons and Offensive Arms, in Hanson 1991, pp. 15-37, 1991.
- (EN) Paul Cartledge, 3. Hoplitai/Politai: Refighting Ancient Battles, in Kagan e Viggiano 2013, pp. 74-84, 2013.
- (EN) Paul Cartledge, Hoplites and Heroes: Sparta's contribution to the technique of ancient warfare, in The Rivista of Hellenic Studies, vol. 97, 1977,  pp. 11-27, DOI:10.2307/631018, JSTOR 631018.
- (EN) Peter Connoly, Greece and Rome at War, 1. ed., Madconald & Company Ltd., 1988.
- (EN) Jason Crowley, The Psychology of the Athenian Hoplite: The culture of combat in classical Athens, Cambridge, UK, Cambridge University Press, 2012, ISBN 978-1-107-02061-0.
- (EN) A.K. Goldsworthy, The Othismos, myths and heresies: The nature of hoplite battle, in War in History, vol. 4, 1997,  pp. 1-26, DOI:10.1177/096834459700400101.
- (EN) Victor Davis Hanson, Warfare and Agriculture in Classical Greece, Biblioteca di Studi Antichi, vol. 40, Berkeley, CA, University of California Press, 1998  [1984], ISBN 0-520-21025-5.
- (EN) Victor Davis Hanson, The Other Greeks: The family farm and the agrarian roots of western civilization, Berkeley, CA, University of California Press, 1995, ISBN 0-520-20935-4.
- (EN) Victor Davis Hanson (a cura di), Hoplites: Classical Greek Battle Experience, Routledge, 1991.
- (EN) Tristan Herzogenrath-Amelung, Naval Hoplites: Social Status and Combat Reality of Classical Greek "epibatai", in Historia: Zeitschrift für Alte Geschichte, vol. 66, n. 1, Franz Steiner Verlag, 2017,  pp. 45-64.
- (EN) A.H. Jackson, 9. Hoplites and the Gods : the dedication of captured arms and armour, in Hanson 1991, pp., 1991.
- (EN) Donald Kagan e Gregory Viggiano (a cura di), Men of Bronze: Hoplite warfare in ancient Greece, Princeton University Press, 2013.
- (EN) Donald Kagan e Gregory Viggiano, 1. The Hoplite Debate, in Kagan e Viggiano 2013, pp. 1-56, 2013.
- (EN) Peter Krentz, 7. Hoplite Hell : How Hoplite Fought, in Kagan e Viggiano 2013, pp. 134-156, 2013.
- (EN) Peter Krentz, Fighting by the rules: The invention of the hoplite agôn (PDF), in Hesperia, vol. 71, 2002,  pp. 23-39.
- (EN) J.F. Lazenby, The Defence of Greece 490–479 BC, Aris & Phillips Ltd., 1993, ISBN 0-85668-591-7.
- (EN) Christopher Matthew, A Storm of Spears: Understanding the Greek Hoplite at War, Pen & Sword Book, 2012, ISBN 978-1-7815-9422-3.
- (EN) Robert L. O'Connell, Soul of the Sword, Simon and Schuster, 2002, ISBN 0-684-84407-9.
- (EN) Nicholas Ryan Rockwell, The Boeotian Army: The Convergence of Warfare, Politics, Society, and Culture in the Classical Age of Greece, ProQuest, 2008, ISBN 978-1-109-02125-7.
- (EN) Joseph Roisman, Ancient Greece from Homer to Alexander, traduzione di J.C. Yardley, Blackwell Publishing, 2011, ISBN 978-1-4051-2776-9.
- (EN) Adam Schwartz, 8. Large Weapons, Small Greeks: The Practical Limitations of Hoplite Weapons and Equipment, in Kagan e Viggiano 2013, pp. 157-175, Duckworth, 2013.
- (EN) Anthony M. Snodgrass, 4. Setting the Frame Chronologically, in Kagan e Viggiano 2013, pp. 85-94, 2013.
- (EN) Anthony M. Snodgrass, Arms and Armour of the Greeks, Cornell University Press, 1967.
- (EN) Anthony M. Snodgrass, The Hoplite Reform and History (PDF), in The Journal of Hellenic Studies, vol. 85, 1965,  pp. 110-122, DOI:10.2307/628813.
- (EN) Hans Van Wees, 11. Farmers and Hoplites : Models of Historical Development, in Kagan e Viggiano 2013, pp. 222-255, 2013.
- (EN) Hans Van Wees, Greek Warfare: Myth and Realities: Myths and Realities, Duckworth, 2000.

### Consultazione
- Philip de Souza, Greci contro Persiani, Osprey Publishing, 2010  [2002].
- Philip de Souza, Atene e Sparta, Osprey Publishing, 2010  [1984].
- Marco Attilio Levi, L'Italia antica, Mondadori, 1974, ISBN non esistente.